# التسلسل الزمني للحرب الأهلية الإسبانية

## 1936

### يناير
- 7 يناير – قام رئيس الجمهورية نيسيتو ألكالا زامورا بحل الكورتيس والدعوة إلى انتخابات جديدة.
- 15 يناير - اتحدت أحزاب اليسار الإسباني في منظومة الجبهة الشعبية للدخول في الانتخابات.
- نهاية يناير - هدد الجنرال أورجاز ومعه آخرون بالتمرد إن فازت الجبهة الشعبية بالانتخابات.[1]

### فبراير
- 16 فبراير - فازت الجبهة الشعبية الانتخابات الإسبانية العامة 1936.
- 17 فبراير:
  - الاعتداء على مقرات الأحزاب وغرف أخبار الصحف اليمينية.
  - طلب الزعيم اليميني خوسيه ماريا جيل روبلز من رئيس الحكومة بورتيلا إعلان حالة الحرب ولكنه رفض ذلك.
  - بموازاة جيل روبلز، حاول الجنرال فرانسيسكو فرانكو رئيس الأركان العامة للجيش، إقناع المفتش العام للحرس المدني سيباستيان بوزاس ووزير الحرب نيكولاس موليرو لتحذيرهم من الاضطرابات المحتملة التي قد تحدث في الشوارع وفرض الأحكام العرفية وإخراج الحرس المدني إلى الشارع.
- 18 فبراير:
  - اجتماع الجنرالات فرانكو وغوديد وفانخول وغيرهم من القادة العسكريين لدراسة إمكانية إعلان حالة الطوارئ بأنفسهم.
  - قرر اجتماع حكومي إعلان حالة التأهب [الإنجليزية] لمدة ثمانية أيام.
  - حاول فانخول بدون جدوى إعلان تمرد ثكنات الجبل.
- 21 فبراير - إزاحة فرانكو من قيادة الأركان العامة ونقله قائدا عسكريا لجزر الكناري.[2]
- 28 فبراير: - عزل الجنرال إميليو مولا من منصب قائد الجيش الأفريقي في المحمية الإسبانية في المغرب وإعادة تعيينه في نافارا.

### مارس
- 8 مارس - اجتمع عدد من الجنرالات (مولا وأورجاز وفياغاز وفانخول وفرانكو وساليكيت والعقيد فاريلا والملازم فالنتين فالنتين غالارزا من UME)، واتفقوا على خلق انتفاضة عسكرية تسقط حكومة الجبهة الشعبية المشكلة حديثًا واستعادة النظام في الداخل وهيبة إسبانيا الدولية. كما تم الاتفاق على أن يتم تشكيل الحكومة من مجلس عسكري يرأسه الجنرال سانخورخو الموجود منفاه في البرتغال.[3] وأن المنسق في إسبانيا هو الجنرال أنخل رودريغيز ديل باريو.[4]
- 10 مارس - هجوم على النائب الاشتراكي في الكورتيس لويس خيمينيز دي أسيا من مسلح فلانخي قتل فيه مرافقه.
- 14 مارس - أعلن أن الكتائب الإسبانية (الفلانخي) غير ديمقراطية وغير شرعية وطلب اعتقال مؤسسها خوسيه أنطونيو بريمو دي ريفيرا.
- 24 مارس: وفاة وزير العمل السابق ألفريدو مارتينيز متأثرا بجراح أصيب بها من هجوم بعض الماركسيين عليه قبل يومين.
- 28 مارس: دخول خوسيه أنطونيو بريمو دي ريفيرا زعيم الفلانخي الإسبانية السجن.

### أبريل
- 12 أو 13 أبريل: قام الجنرال غونزالو كيبو ديانو بزيارة مولا في بامبلونا، وبعد إبلاغ بعضهم البعض بخططهم قرروا التعاون.
- 13 أبريل: اغتالت مليشيا الفلانخي قاضي الاستماع الذي أدان من هاجم خيمينيز دي أسوا.
- 14 أبريل: أحداث مأساوية خلال عرض عسكري في شارع باسيو دي لا كاستيلانا في مدريد إحياءً للذكرى الخامسة للجمهورية. حيث قتل ضابط بالحرس المدني على أيدي الاشتراكيين وأصيب اثنان آخران.
- 16 أبريل: وقعت حوادث خطيرة خلال جنازة ضابط الحرس المدني، عندما أطلق مسلحون النار على موكب الجنازة في شوارع مدريد، مما تسبب في مناوشات في جميع أنحاء المدينة. وقامت وحدة من حرس الاقتحام بقيادة الملازم كاستيلو بحل المسيرة باستخدام الأسلحة النارية. قتل أحد رجاله أندريس ساينز دي هيريديا ابن عم خوسيه أنطونيو بريمو دي ريفيرا، وجرح كاستيلو نفسه متظاهر كارلي.
- 17 أبريل: حدد المتآمرون العسكريون تاريخ الانقلاب في 20 أبريل.[5]
- 19 أبريل: محاولة فاشلة للانتفاضة العسكرية في مدريد بقيادة الجنرال رودريغيز ديل باريو. فانتقل تنسيق المؤامرة إلى إميليو مولا.[5]

### مايو
- 4 مايو - وجه خوسيه أنطونيو بريمو دي ريفيرا برسالة إلى الجيش الإسباني، حيث انتشرت على نطاق واسع بين الضباط، وفيها تحريض على التمرد.
- 9 مايو - وفاة نقيب المهندسين كارلوس فارودو، المنتسب لحرس الاقتحام ومدرب الميليشيات الاشتراكية، في إطلاق نار نسب إلى الفلانخيين.
- 10 مايو - اعلان أثانيا رئيسا جديدا للجمهورية.
- 12 مايو - شكل سانتياغو كاساريس كيروغا حكومته الجديدة.
- 25 مايو - وقع الجنرال مولا أول تعليماته تحت الاسم المستعار المدير "The Director".
- 29 مايو - بدأت المحادثات بين الجيش والفلانخيين بدمجهم في الانتفاضة القادمة.
- 30 مايو - سلم مدير صحيفة "Diario de Navarra" سانخورخو تقرير الخطة التي تم الاعتراف به قائدا للانتفاضة.

### يونيو
- 2 يونيو - استقبل مولا كويبو دييانو في بامبلونا. ويتفقان على أن ثورة كويبو تكون في بلد الوليد بينما يسيطر مولا على بامبلونا وبورغس. وبعد عودته إلى مدريد أرسل كويبو رسولًا إلى كابانياس آمر المنطقة العسكرية الخامسة (سرقسطة) للانضمام إلى المؤامرة.
- 3 يونيو - قام ألونسو مالول مدير الأمن العام بزيارة مفاجئة إلى بامبلونا بحثًا عن أدلة ضد المتآمرين. وقد تلقى مولا إشعارًا بذلك قبلها بـ 12 ساعة، مما مكنه من النجاة.
- 5 يونيو - نقل بريمو دي ريفيرا إلى سجن أليكانتي.
- 7 يونيو - اجتمع الجنرال كابانياس، آمر الفرقة الأساسية الخامسة في سرقسطة، مع مولا في بارديناس رياليس ووافق على الثورة وإرسال أسلحة إلى قوات ريجيتا النافارية، مقابل احترام النظام الجمهوري بعد الانقلاب وعقد برلمان تأسيسي.[6]
- 11 يونيو - واصل الحزب التقليدي الكارلي مراسلاته مع مولا للمطالبة بالمشاركة في الانقلاب، وهو مارفضه مولا.
- 13 يونيو - اجتماع سري لضباط الصف في فيرول (لا كرونيا) للاتفاق على توزيع العمل في حالة تمرد الضباط.
- 16 يونيو - نقل أكثر من 60 من ضباط الحرس المدني المشتبه في تآمرهم ضد الجمهورية.
- 23 يونيو - أرسل فرانكو رسالة إلى كاساريس كيروغا لإبلاغه بوجود مؤامرة انقلاب.[7]
- 24 يونيو - أرسل مولا تعليمات جديدة لمخططي الانقلاب في محمية المغرب للاستعداد لإنزال قواتهم في ملقة والجزيرة.

### يوليو

#### 1 - 16 يوليو
- 1 يوليو - في «تقرير محجوز»، عارض مولا مع تعميمات سابقة وأصدر خطة نهائية. وتلقى بالمقابل على نصف مليون بيزيتا من الصناديق الانتخابية لحزب سيدا.
- 4 يوليو - قام الممول خوان مارش بتسليم شيك فارغ لماركيز لوكا دي تينا مالك صحيفة ABC لتمويل لشراء طائرة تنقل فرانكو إلى المغرب لتولي قيادة قوات المتمردين. وفي اليوم التالي أرسل لوكا دي تينا مراسله لويس بولين إلى لندن لشراء الطائرة. وبناء على نصيحة المخترع في علم الطيران خوان دي لا سيرفا، فقد استأجر دي هافيلاند دراغون رابيد.
- 5 يوليو - التقي لوكا دي تينا وجيل روبلز وفرانسيسكو هيريرا في جنوب فرنسا بقيادة الحزب التقليدي الكارلي لإقناعهم بالمشاركة في انتفاضة مولا لكنهم لم يتمكنوا من اقناعهم.[8]
- 7 يوليو - أرسل مولا إلى الجنرال فانخول، في مدريد قائمة أسماء الضباط المنضوين بالانتفاضة.
- 9 يوليو - انهيار المحادثات بين مولا والكونت مانويل فال كوندي زعيم الكارليين.[8]
- 10 يوليو - التزام خوسيه كالفو سوتيلو وحزبه التجديد الإسباني بمؤامرة مولا.[8]
- 11 يوليو:
  - في مقابلة مع الرئيس كاساريس كيروغا سُئل فيها عن شائعات الانتفاضة، فأجاب:«إذن يقولون لي أن الجيش سينتفض؟ حسنا، أنا سآوي إلى الفراش!»
  - غادرت طائرة دراغون رابيد من مطار كرويدون إلى جزر الكناري.
  - أرسل الجنرال سانخورخو القائد الأعلى للانتفاضة رسالة إلى مولا بقبول مطالب الكارليين الرئيسية.[8]
  - ترك غونزالو كيبو ديانو عائلته في ملقة، وهي مدينة اعتبرها آمنة خلال الانتفاضة.[9]
- 12 يوليو - قُتل الملازم خوسيه كاستيلو من حرس الاقتحام وهو عضو في الاتحاد العسكري الجمهوري ضد الفاشية (UMRA) ومدربًا لميليشيات الشباب الاشتراكي، برصاص مجموعة من أربعة فلانخيين.[10]
- 13 يوليو:
  - اغتال حرس الاقتحام النائب المحافظ خوسيه كالفو سوتيلو.
  - تلقى مولا رسالة مشفرة من فالنتين غالارزا تفيد أن فرانكو يرفض الانضمام إلى الانقلاب. فقرر مولا أن يطير سانخورخو من البرتغال إلى المغرب لتولي القيادة هناك.[11] ولكن بالنهاية انضم فرانكو إلى الانقلاب.
  - طلب الزعيم الاشتراكي إنداليسيو برييتو من كاساريس أن يوزع الأسلحة على العمال في مواجهة خطر التمرد، ولكنه رفض ذلك.
  - في مواجهة التوتر الناشئ، أمرت الحكومة بإغلاق مقر الجماعات السياسية المتعلقة بالفوضوية والكارلية.
- 14 يوليو:
  - توصل الكارليون إلى اتفاق مع مولا للمشاركة في الانتفاضة.[8]
  - وافق مولا بأن تاريخ التمرد يبدأ في 18 يوليو في المغرب و 19 يوليو في بقية إسبانيا.
- 15 يوليو:
  - علقت الحكومة جلسات البرلمان لمدة ثمانية أيام. وكان الاجتماع الأخير للكورتيز.
  - وصلت طائرة دراغون رابيد إلى غران كناريا عند قاعدة Gando.
  - أرسل مولا عائلته إلى بياريتز (فرنسا).[8]
  - أرسل اللفتنانت كولونيل أوتريلا تعليمات إلى الريجيتا (مليشيا كارلية) للانتفاضة.[8]
- 16 يوليو:
  - لقاء في أحد الأديرة بنافارا دير إيراش بين الجنرال مولا والقائد العام للمنطقة العسكرية السادسة في بورغوس، دومينغو باتيت الذي رفض المشاركة في أي انتفاضة.[8]
  - مقتل القائد العسكري لغران كناريا الجنرال أماديو بالميس بالرصاص أثناء تنظيف مسدسه. وأكد بعض المؤلفين أن وفاته لم تكن حادثًا لأنه رفض الانضمام إلى الانتفاضة وأن الوفاة أعطت فرانكو الذريعة للذهاب إلى لاس بالماس بعد نيله موافقة وزارة الحرب لحضور جنازته.
  - في تمام الساعة 19:00، أبلغ غالارزا الجنرال كويبو بالوقت المحدد للانقلاب: السبت 18 الساعة 06:00 في محمية المغرب، وفي صباح اليوم التالي في شبه الجزيرة.[12] غادر كويبو دي لانو قيادة مدريد إلى هويلفا الساعة 23:00، وتوقف في إشبيلية في اليوم التالي.[13]
  - اتصل المقدم خوان باوتيستا سانشيز غونزاليس بالرائد خواكين ريوس كاسابي لقيادة الطابور الثالث الحسيمة رقم 5 للقوات النظامية.[14] الموجودة في فيلا جوردانا (مقابل جزيرة قميرة)، وأمره بالعودة فورا إلى مليلية لدخول المدينة في صباح اليوم التالي. مرت المسيرة كأنها في مهمة روتينية للجيش الأفريقي، لكنها في الواقع كانت بداية الانتفاضة.

#### 17 يوليو
- جزر الكناري:
  - وصل فرانكو إلى لاس بالماس فجرًا مع زوجته وابنته، بحجة حضور جنازة الجنرال بالميس الساعة 8:30 صباحًا.
- المغرب:
  - اجتماع العقيد سولان والعقيد سيغي وجازابو وبارتوميو في لجنة حدود ثكنات قصبة مليلية لوضع إستراتيجية لإبلاغ قادة الكتائب لاحتلال المباني العامة في اليوم التالي. ووصلت تلك الأخبار إلى الجنرال مانويل روميراليس، القائد العسكري لمليلية الذي أرسل دورية من حرس الاقتحام لتفتيش قسم رسم الخرائط بحثًا عن الأسلحة. فقام ضباط الخرائط بالاتصال بمقر قيادة الفيلق القريبة، فقدم حوالي عشرين منهم فتبادلوا اطلاق النار مع حرس الاقتحام، ثم انضموا إلى المتمردين. ثم أتتهم الأوامر باستمرار الانتفاضة، فتوالى سقوط الثكنات.
  - دخل العقيد سولان ومعه الضباط المتمردين مكتب رومراليس، فأجبره على الاستسلام تحت تهديد السلاح.
  - أعلن بارتوميو حالة الحرب في مليلية في الساعة 17:00 نيابة عن الجنرال فرانكو «القائد العام للقوات المغربية».[15] فبدأ التمرد قبل وقته.
  - انتشار الفيلقيون والنظاميون في مليلية واحتلوا المباني الحكومية الرئيسية وبدأوا باعتقال اليساريين والنقابيين والماسونيين.
  - تم إبلاغ رئيس الوزراء بالأحداث في مليلية ونبه الجنرال أغوستين غوميز موراتو قائد الجيش الأفريقي الموجود في العرائش.[16] فسافر بالطائرة إلى مليلية لتهدئة المتمردين، ولكن أوقفه المتمردين بمجرد وصوله.
  - قاوم الكابتن ليريت رويث قائد قاعدة أتالايون للطائرات المائية في مارتشيكا حصار المتمردين لثلاث ساعات حتى نفاد ذخيرته، فاستولى المتمردين أخيراً على القاعدة. وقتل الكابتن يوم 23 يوليو.
  - بتحذير من العقيد سيغي أعلن العقيدان إدواردو ساينز دي بورواغا وخوان ياغوي حالة حرب في تطوان وسبتة. وقد سقطت كلا المدينتين بعد ذلك.
  - مقتل رئيس بلدية مليلية أنطونيو دييز مارتين على يد المتمردون.[16]
  - احتجاز المفوض السامي أرتورو ألفاريز بويلا في مركز الشرطة الرئيسي من قبل العقيد ساينز دي بورواغا والمقدم بيغبيدير وأسينسيو ويستي.
  - واجه رئيس مطار سانية الرمل (تطوان) القائد ريكاردو دي لا بوينتي باهاموند، ابن خالة فرانكو والجمهوري المعروف، متمردي ساينز دي بورواغا لعدة ساعات. وقبل أن يقع أسيرا، قام بتعطيل الطائرات حتى لا يمكن استخدامها. أعدم في 4 أغسطس.
  - تولى المقدم ياغوي السيطرة على سبتة بدعم من الفيلق واعتقل المقدم كاباليرو لوبيز، رئيس النظاميون والمخلص للحكومة.
  - أرسلت المدمرة Churruca (CH) من قادس إلى سبتة، حيث يوجد الطراد الحربي Dato. وغادرت المدمرة ليبانتو ألمرية إلى مليلية، وكذلك سانشيز باركيزتيغوي (SB)، الذي انتقل من كارتاخينا، لمحاصرة المتمردين.
- إسبانيا
  - وصلت إلى إشبيلية حوالي الساعة 4:00 مساءً برقية مشفرة تحذيرية من قيادة الجزيرة الخضراء العسكرية من أن حامية مليلة قد تمردت. تم إبلاغ الجنرال فيلا-أبريل، ولكنه لم يتمكن من التحقق من الخبر، فعاد إلى منزله دون اتخاذ أي إجراء.[17] في نفس الوقت تقريبًا أبلغ أحد هواة الراديو قادة الانقلاب في إشبيلية أن هناك حركة غير طبيعية للقوات كانت في المغرب في اليوم السابق.[14]
  - اتصل الجنرال ميغيل نونيز دي برادو المدير العام للملاحة الجوية -وهو من جمعية مناهضي الفاشية UMRA- بجميع المطارات في البلاد لإعطاء الأوامر لرؤسائها في حالة حدوث انقلاب محتمل. باستثناء مليلية فإنها تلقت استجابة مرضية من الجميع. وانتقل أيضًا إلى مطارات كواترو فينتوس وخيتافي وباراخاس لاتخاذ إجراءات منع أي محاولة للتمرد. واقترح الانتقال إلى تطوان والتوسط مع المتمردين.
  - أمرت الحكومة بتركيز القاذفات في مطار طبلدة (إشبيلية)، لمهاجمة الثكنات الأفريقية عند الفجر.[16]
  - أمر وزير البحرية خوسيه غيرال بالحصار الفوري على الريف بالمدمرات والطرادات.
  - أمر العقيد سجسموندو كاسادو رئيس حراسة أثانيا بتفتيش القصر الحكومي لتجنب هجوم محتمل.
  - بعد قضاء اليوم في إشبيلية غادر كويبو ديانو في وقت متأخر بعد الظهر إلى هويلفا، وقضى ليلته في السينما، حيث تلقى رسالة من قادة الانقلاب في إشبيلية وفي الصباح عاد إلى المدينة.[13]

#### 18 يوليو
- المغرب:
  - العرائش المدينة الوحيدة في المغرب الإسباني التي بقي ولائها للحكومة، وقعت الانتفاضة في الساعة 02:00 من يوم 18 يوليو، وواجهت معركة شرسة، انتهت عند الفجر، لتقع البلدة بأكملها بيد المتمردين؛ رئيس هذه المنطقة المقدم روميرو باسارت فقد تمكن من الفرار إلى المغرب الفرنسي لرفضه التمرد.[15]
  - استسلم القائد ريكاردو ديلا بوينتي باهاموند ابن خالة فرانكو والمخلص للحكومة مطار تطوان سانية الرمل لمحاصريه رجال ساينز دي بورواغا، ولكن بعد أن جعل الطائرات عديمة الفائدة. فاعدم رميا بالرصاص يوم 4 أغسطس. وبذا انتهت مقاومة الحكومة في المغرب.
  - احتجز ألفاريز - بويلا المفوض السامي الإسباني المؤقت في المغرب في مكتبه، وحل محله ساينز دي بورواغا. واعدم رميا بالرصاص يوم 17 مارس 1937.
  - قصف الطيران الجمهوري الحي المغربي ومسجد تطوان مما تسبب في مظاهرة مغربية ضد الإسبان، قبل أن يفضها الوزير الأكبر، أحمد غنمية، الذي ادعى أنها كانت من الجمهوريين.
- جزر الكناري:
  - أمر فرانكو بالانتفاضة في جزر الكناري في الساعة 5:15 صباحًا. في الساعة 7:10 أرسل برقية إلى الجيش الأفريقي يعلن تمسكه بالانتفاضة. في الساعة 11:00 صعد في قاطرة إلى مطار جاندو. وفي الساعة 14:30 أقلع من هناك على متن طائرته دراغون رابيد متوجها إلى الدار البيضاء عبر أغادير.15 وفي الوقت نفسه، اتسع تمرد الجنرال أورجاز إلى جميع أنحاء الأرخبيل.
  - تم إعلان الإضراب العام في لا بالما وتشكيل ميليشيات شعبية، مما أبقى الجزيرة تحت القانون الجمهوري. فكان أسبوعا أحمرا بامتياز.
- البحرية:
  - في مدريد استلم مشغل الإبراق اللاسلكي بنجامين بالبوا الضابط الثالث في فيلق مساعدي الإبراق الراديوي برقية من فرانكو إلى كارتاخينا. وابلغ مساعد الوزير جيرال مباشرة ونصح جميع مشغلي التلغراف في القوات البحرية للجمهورية الإسبانية باتباع تعليمات الوزارة فقط.[16] هذا منع قيادة البحرية من نقل رسالة فرانكو.
  - وزير البحرية يأمر عدة سفن بقصف سبتة ومليلية.[16]
  - حاولت البارجة خايمي الأول والمدمرات سانشيز باركيزتيغوي (SB) والميرانتي فالديس (AV) الانتقال إلى مواقع المتمردين، لكن ثورة بحارتها منعها. وكذلك تم القبض على ضباط الطرادات ليبرتاد وميغيل دي سرفانتس، بمن فيهم نائب الأدميرال أنجيل دي مير رئيس قسم الرحلات البحرية. وأظهر ضباط الغواصات موقفًا سلبيًا تمامًا، لذلك تم احتجازهم أيضًا.
  - انضمت المدمرة شوروكا إلى المتمردين، ومعها السفينة سيوداد دي ألجيسيراس التي ابحرت إلى قادس ومعها القوات النظامية.
  - في كارتاخينا ثار بعض ضباط الصف والبحارة والقوات في ترسانة القاعدة البحرية واعتقلوا الضباط الذين ينوون التمرد ضد الحكومة. تم ايقاف الانتفاضة قبل وقوعها.
  - رئيس قاعدة سان خافيير قائد خوان كورفيت خوسيه ليون دي لا روشا يتمرد ولكن فشل تمرده.
- الأندلس:
  - تمردت قاعدة سان فرناندو العسكرية في قادس.[16]
  - في إشبيلية اعتقل الجنرال غونزالو كيبو ديانو المفتش العام لحرس الحدود، الجنرال فرنانديز دي فيلا-أبريل وتولى قيادة الفرقة الثانية.[18]
  - بين الساعة 14:30 و 15:00 أعطي كويبو ديانو إشارة للثورة في باقي حاميات أندلس، وهي في قادس وشريش والجزيرة الخضراء وقرطبة ومالقة.[16]
  - استسلمت الحكومة المدنية في إشبيلية للمتمردين بقيادة غونزالو كيبو ديانو،[16] الذين سيطروا على وسط المدينة.
  - في فترة ما بعد الظهر غادر سرية من الحرس المدني والاقتحام وطابور من عمال المناجم محمل بالديناميت من ريو تينتو لقمع الانتفاضة. ومع ذلك انضم رئيس الحرس إلى المتمردين، ثم نصب كميناً في الصباح التالي لعمال المناجم، الذين أبيدوا في بانيوليتا بالقرب من إشبيلية.[19]
- الوسط والشمال:
  - وصل الجنرال نونيز دي برادو الذي أرسلته الحكومة إلى سرقسطة للقاء الجنرال كابانياس رئيس قيادة الفرقة الخامسة، ولكن تم احتجازه بعد مواجهة قصيرة.[20]
  - فصلت الحكومة الجنرالات فرانكو وكويبو دي يانو وكابانياس وأمرت باعتقال قادة الانقلاب العسكري في سرقسطة وبرغش وفيتوريا.[16]
  - تخلص المقدم أنطونيو كاماتشو قائد قاعدة خيتافي الجوية والمخلص للحكومة من الضباط المتعاطفين مع الانقلاب بإرسالهم إلى وزارة الحرب.[21]
  - نصح كاساريس كيروغا أسقف مدريد المونسنيور إيجو غاراي بمغادرة المدينة من أجل سلامته.
  - في طليطلة عاد قائد الجيش العقيد خوسيه موسكاردو من مدريد واحتمى بالحامية.[21]
  - في بامبلونا اغتيل قائد الحرس المدني الذي عارض انقلاب مولا.
- نظرة عامة:
  - أعلنت الحكومة في إذاعة الساعة 8:00 عن الانتفاضة في المحمية المغرب.[16]
  - أعلن UGT و CNT إضراب عام في جميع أنحاء إسبانيا.
  - بث الاشتراكيون والشيوعيون برامج «تسليح الشعب» ودعوا المخلصين لهم بالقدوم إليهم للتحضير لـ «مواجهة محتملة». في مدريد يتم توزيع 5000 بندقية من مخازن المدفعية، وفي سان سيباستيان تم تجميع أرتال من رجال الميليشيات نحو فيتوريا.[22] لكن رفضت حكومة كتالونيا ذلك ومعها العديد من الحكام المدنيين.

#### 19 يوليو
- سافر الجنرال فرانكو بعد قضاء الليل متخفيا في الدار البيضاء إلى تطوان بطائرة دراجون رابيد حيث تولى قيادة الجيش الأفريقي.
- انتشرت الانتفاضة على نطاق واسع في معظم أنحاء إسبانيا.
- في 18 يوليو في الساعة 22:00 استقال سانتياغو كاساريس كيروغا رئيس الحكومة الجمهورية.[16] عهد أثانيا بتشكيل حكومة جديدة إلى دييغو مارتينيز باريو بمهمة التفاوض على اتفاق مع المتمردين. ورفض مولا عرضا للمصالحة، فاستقال بسببه مارتينيز باريو الساعة 8:00 صباحًا في التاسع عشر. وشكل خوسيه جيرال حكومة تأمر بتسليم الأسلحة للناس.[23]
- الأندلس:
  - في إشبيلية أستسلمت قاعدة طبلدة الجوية في الساعة 1:00. فقصفت طائرات الحكومة القاعدة في الصباح. في الرابعة بعد الظهر، هبطت فيها أول طائرة مع سرية كاملة من الفيلق. ثم وصل بعدها طابور وسربة من القوات الأهلية النظامية من المغرب عن طريق البر.[24]
  - اعترض الحرس المدني طابور التعدين ريوتنتو في ولبة في لا بانوليتا، على مشارف إشبيلية. ففجروا الديناميت الذي معهم، فقتل حوالي 20 عاملاً، وأسر 68 آخر.[19] وأعدموا جميعا رميا بالرصاص باستثناء طفل قاصر في 31 أغسطس.
  - أقلت المدمرة شوروكا جنود من النظامي في قادس، وتولى الجنرال لوبيز بينتو السلطة المدنية ومجلس المدينة وسيطر على المدينة. خلال رحلة العودة ثار طاقم السفينة ضد قيادتهم وعادوا إلى منطقة سيطرة حكومة الجمهورية.[25]
  - نقلت سفينة داتو من رأس سبارطيل طابورًا من النظاميين إلى الجزيرة الخضراء.[25] فتمكن المتمردون من السيطرة على المدينة.[26]
  - أرسلت القوات من خيريز لإخضاع شلوقة دون مقاومة. وهكذا تمكّن المتمردون من التحكم في الملاحة عبر الوادي الكبير.[27]
  - في ملقة بعد قتال عنيف انسحب المتمردون إلى ثكناتهم. فأصبحت المدينة في حالة من الفوضى لعدة أيام ولكن لا تزال بيد الحكومة.[28]
  - في غرناطة أعلن الجنرال ميغيل كامبينز نفسه مخلصًا للحكومة لكنه رفض إعطاء الأسلحة للشعب.[29] وفي الوقت نفسه هرب رئيس مطار أرميا الموالي للحكومة مع أفراده إلى ألمرية.[30]
- مدريد:
  - بدأت عملية توزيع السلاح على الأهالي منذ الصباح.[29]
  - اعتقال العقيد غالارزا واستقالة الجنرال فيليجاس قد نقل قيادة الانتفاضة في مدريد إلى الجنرال فانخول الذي استقر في ثكنات مونتانا في الساعة 12:30. الثكنات محاطة عند الغسق.[29]
- الوسط والشمال:
  - في بلد الوليد أصيب قائد الفرقة السابعة الجنرال موليرو لوبو بعيار ناري في مكتبه من الانقلابيين. وتولى الجنرال ساليكيت القيادة وأعلن حالة الحرب. وسيطر المتمردون على المدينة بسرعة لأن المسلحين اليساريين ليست لديهم أسلحة.[31]
  - وقعت جميع أراضي الفرقة السابعة تقريبًا (مقاطعات بلد الوليد وشقوبية وأفيلا وسمورة وسالامانكا وقصرش) تحت سيطرة المتمردين.[31]
  - اعتقل الإنقلابيون في برغش على قائد الفرقة السادسة الجنرال باتيت ثم سيطروا على المدينة،[29] وأعلنوا التمرد في بالنثيا ولوغرونيو.
  - أعلن الجنرال مولا من بامبلونا حالة الحرب عند الفجر.[29]
  - أعلن المتمردون حالة الحرب في سرقسطة واستولوا على المدينة واعتقلوا الحاكم المدني وأكثر من 300 من قادة النقابات والأحزاب السياسية اليسارية.[20]
  - وصول طابور غارسيا إسكاميز القادم من بامبلونا باتجاه مدريد، بعد أن أعلن الحرس المدني حالة التمرد في سوريا، ووصل إلى غوادالاخارا.
- جزر البليار:
  - أعلن الجنرال غوديد قائد القيادة العسكرية البليارية التمرد في بالما دي مايوركا في الساعة 7:30 وفي الساعة 10:30 غادر بالطائرة المائية إلى برشلونة.
  - أعلن الجنرال بوش القائد العسكري في مينوركا التمرد في ماهون ولكن قمع الجنود التمرد.
- برشلونة:
  - بدأت الانتفاضة العسكرية في برشلونة الساعة 4:00. وأداره مؤقتًا الجنرال ألفارو فرنانديز بوريريل.[29] أما الجنرال فرانسيسكو يانو دي إنكوميندا رئيس قيادة الفرقة الرابعة مخلصًا للحكومة.
  - وصول الجنرال غوديد إلى برشلونة الساعة 12:30 ظهرا. وأدار الانتفاضة في برشلونة،[32] ولكن سحقت الانتفاضة بعد قتال عنيف من الميليشيات اليسارية والحرس المدني والاقتحام والطيران.[32]
  - تم إلغاء أولمبياد برشلونة الشعبي الذي كان من المفترض أن يبدأ مع بداية الحرب.
- أستورياس:
  - غادر في الصباح رتلين من عمال مناجم أوفييدو إلى مدريد، مع تأكيد الكولونيل أنطونيو أراندا رئيس القيادة العسكرية في أستورياس، أنه لا توجد مؤشرات على تمرد عسكري في المنطقة. ومع ذلك كان أراندا يرفض دائما إعطاء السلاح للأهالي متعللا بعدة أعذار، وفي الساعة 17:00 أعلن تمرده لصالح الانتفاضة. واستسلمت الحكومة المدنية مساءا.[33]
- بلنسية ومرسية:
  - الجنرال مانويل غونزاليس كاراسكو المسؤول عن الانتفاضة في فالنسيا لا يزال على أهبة الاستعداد طوال اليوم.[34]
  - ثار الحرس المدني في البسيط وسيطر على المدينة.
  - فشلت مجموعة من الفالانخيين في محاولتهم تحرير بريمو دي ريفيرا من سجن أليكانتي.

#### 20 يوليو
- مقتل زعيم التمرد الجنرال سانخورخو في حادث تحطم طائرة عندما أقلعت الطائرة التي نقلته من منفاه في إشتوريل إلى إسبانيا.
- انتهت انتفاضة مدريد بعد الهجوم على ثكنات مونتانا.[35]
- يتم أخذ ألكالا دي إيناريس من قبل الضباط المتمردين الذين أصبحوا متمردين تحت قيادته.
- في غوادالاخارا أو وادي الحجارة، نجحت انتفاضة فوج المناطيد في البداية باحتلال مباني البلدية والحكومة المدنية. إلا أن القوات الحكومية القادمة من مدريد استولت على المدينة يوم 22 يوليو. فأطلق العنان للقمع الشديد وأعمال الشغب التي أدت إلى حرق بعض الكنائس.
- سقطت فيغو ولا كورونيا والقاعدة البحرية فيرول في يد المتمردين على الرغم من مقاومة المسلحين اليساريين، وتمرد بحارة البارجة إسبانيا والطراد الميرانتي سيرفيرا على ضباطهم وأعادوها إلى سيطرة الحكومة. استمر القتال في فيغو لعدة أيام في الأحياء الشعبية.[36]
- ثورة حامية خيخون، ولكن ثكناتها حوصرت بسرعة، فبدأ حصار خيخون.
- أزاح مولا العقيد المتردّد كاراسكو قائد التمرد في سان سباستيان، وحل محله عبر الهاتف المقدم فالسبين.[37]
- في بلنسية فشل الجنرال غونزاليس كاراسكو في محاولته لتمرد الحامية.[34]
- ثارت حامية غرناطة العسكرية في تمام الساعة الخامسة مساءً وسيطرت بسرعة على معظم المدينة، ومطار أرميلا ومصنع المتفجرات في الفارغ. ولكن واجه المتمردين مقاومة في حي البيازين، وهي منطقة ذات غالبية عمالية.
- حاول المتمردون السيطرة على ألمرية، لكنهم فشلوا في مواجهة مقاومة قوية من القوات الحكومية.
- بدءا من فترة مابعد ظهر يوم 19 وصباح يوم 20 يوليو، وصل طابورين من النظاميين من سبتة إلى قادس والجزيرة الخضراء ثم إلى إشبيلية. وكذلك وصلت سرية كاملة من الفيلق عن طريق الجو بقيادة القائد كاستيخون.[38] فهاجم الفيلق تريانا إحدى ضواحي أشبيلية في فترة ما بعد الظهر، ولكنه فشل. إلا أنه تمكن من الاستيلاء على دوس إيرماناس وهي آخر عقبة تربط بين إشبيلية بقادس.[39] قصفت ثلاث طائرات حكومية مطار طبلادة دون التسبب في أضرار كبيرة.[40]

#### من 21 إلى 31 يوليو
- 21 يوليو:

المناطق التي سيطر عليها المتمردون (أصفر) والقوات الحكومية (وردي) يوم 25 يوليو 1936.

  - هاجم المتمردون في إشبيلية حي تريانا وسيطروا عليه.[24] ثم أخذوا سان خوان دي أزنالفاراش والكالا دي غوادايرا.[41] ثم أرسلوا سرية من النظاميين لدعم ثوار قرطبة، إلا أن ميليشيا النقابية-اللاسلطوية في قرمونة تمكنت من صدهم.[42]
  - أعلن الكولونيل موسكاردو تمرده في طليطلة بعد أن قدم أعذارًا طوال يوم 20 بعدم إرسال أسلحة من مصنع الأسلحة إلى مدريد. فوصل طابور حكومي في فترة ما بعد الظهر، فأخذ المصنع القريب من ألكازار الذي تحصن به المتمردون وبدأ بحصار ألكازار.[43]
  - طابور من مدريد تحت قيادة الكولونيل بويغيندولاس أخذ ألكالا دي إيناريس وهاجم ودمر كنيستها السحرية الضخمة.
  - وغادر طابور آخر مدريد أرسله الجنرال ريكيلمي نحو طليطلة لإنهاء التمرد في المدينة.
  - اندلاع المعارك في سان سباستيان.
  - أضحى الأناركية القوة الفعلية في كتالونيا لبضعة أشهر.
  - تم إنشاء مجلس مندوبي الشرق في فالنسيا، برئاسة مارتينيز باريو، مما ساهم في إبقاء المدينة موالية للحكومة.[34]
  - قصفت المدمرة الجمهورية سانشيز باركيزتيغي مدينة سبتة المتمردة.
- 22 يوليو:
  - نشرت الحكومة الجمهورية من خلال وزارة الحرب مرسومًا بطرد كلا من الجنرال غوديد وفرانكو وكابانياس وكويبو دي يانو وفانخول وساليكيت الجيش نهائياً.
  - استعاد عمود العقيد بويجندولاس غوادالاخارا بعد معركة صعبة.
  - نزل الملازم كارلوس سوتو روميرو مع البارجة T-17 إلى ميناء بوينسا مندوبا من الحكومة الجمهورية لحث المتمردين على الاستسلام. ولكن قبض عليه في بالما دي مايوركا وأعدم يوم 5 نوفمبر.
  - سيطر متمردو إشبيلية على منطقتي ماكارينا وسان خوليان بعد قتال دموي.[44] وأخذوا أيضًا قرمونة العقبة الأخيرة للطريق بين قرطبة وإشبيلية وكذلك أرحال.[45]
  - محاولة شغب فاشلة على متن الطراد الحربي الجمهورية في سان فرناندو. وكذلك تمرد الزورق الحربي لوريا وسفينة كانوفاس ديل كاستيلو.[25]
  - سيطر المتمردون في طليطلة على ألكازار طليطلة قبل الهجوم العنيف من عمود ريكيلمي، مبدءا بحصار ألكازار.
  - أعلن كويبو دي يانو لشبكة ABC في إشبيلية أن حركة الانقلاب «أنها جمهورية بوضوح، وولاء الانقلابيين المطلق والراسخ للنظام (الناشئ عن) الانتخابات العامة (لسنة) 1931».[46]
- 23 يوليو:
  - اجتمع مجلس الدفاع الوطني في برغش باعتباره الهيئة العليا للمتمردين. برئاسة الجنرال كابانياس.
  - في إشبيلية سقطت آخر بؤرة للمقاومة الشعبية، حي سان برناردو. وسيطر المتمردون على المدينة بأكملها.[24]
  - أشعلت المدفعية من قاعدة سان فرناندو في قادس النار في البارجات لوريا وكانوفاس ديل كاستيلو، ثم قدم إليها النظاميين الذين وضعوا حدًا للتمرد.[25]
  - استسلم آخر المتمردين في سان سباستيان في فندق ماريا كريستينا بعد معركة دامية.
  - نبرة فرانكو الحماسية من إذاعة تطوان أن ماجرى هي «حركة وطنية إسبانية أكدت جمهورية».[47]
- 24 يوليو:
  - بدأت فرنسا بمساعدة الجمهوريين.
  - فرانكو يرسل لجنة إلى برلين طالبا مساعدة عسكرية من ألمانيا النازية.
  - بدأ حصار ثكنة لويولا في سان سباستيان.
  - البيان الأول لمجلس الدفاع الوطني في برغش، بتعيين فرانكو قائدا لجيشي المغرب والجنوب.
  - أول طابورين أناركيين بقيادة بوينافينتورا دوروتي وأنطونيو أورتيز راميريز غادرا كاتالونيا بهدف سحق تمرد أراغون.
  - طوقت القوات الحكومية المرسلة من أليكانتي ومرسية مدينة الباسيتي، التي كانت تحت سيطرة المتمردين منذ يوم 19.[48]
  - وصول القوات الوطنية من نافارا بقيادة العقيد ريكاردو رادا إلى ممر سوموسيرا في مدريد. لكن تقدمهم تباطأ بسبب مقاومة القوات الجمهورية للكابتن فرنسيسكو غالان.
  - انتهاء المقاومة الجمهورية في حي البيازيين. فأضحت غرناطة بيد سلطة التمرد.
- 25 يوليو:
  - أرسل غيرال طلبًا رسميًا للمساعدة من الحكومة السوفيتية.
  - لقاء في روما بين جيوكوتشيا (من التجديد الاسباني) وتشانو. حيث وعدت حكومة موسوليني بإرسال اثني عشر قاذفة قنابل من طراز S.M. 81 إلى المتمردين. الخطة الأولية هي نقلهم بالسفن، لكن تدخل ألفونسو الثالث عشر جعلتهم يستخدمون الطائرات، للوصول بشكل أسرع.[47]
  - قرر هتلر إرسال 20 طائرة نقل و 6 مقاتلات إلى المتمردين.
  - اضطرت قوات الكولونيل أراندا إلى الانسحاب إلى أوفييدو عندما حاولت مساعدة حامية خيخون.
  - غادر الطابور الأناركي الثالث برشلونة في اتجاه أراغون. إنه ما يسمى ب "طابور أسكاسو [الإنجليزية]".
  - وصل طابور جمهوري إلى مدينة كاستويرا في بطليوس، حيث استولى الفالانخيون والحرس المدني على السلطة. فلجأ المدافعون إلى الكنيسة حيث تعرضوا للقصف. فبقي الإقليم بأكمله في يد الجمهورية.
  - القوات الحكومية تستولي على البسيط. انتحار زعيم المتمردين المقدم تشابولي أنسو.[48]
  - وصول الزورق الحربي كاناليخاس إلى ميناء سانتا كروث دي لا بالما، قبل أن يستسلم وفد حكومة لا بالما دون مقاومة.
  - قصفت البحرية الجمهوريين سبتة على مرحلتين لمدة ساعة واحدة، مما أسفر عن مقتل 30 شخصًا وإصابة حوالي 100. فكان الرد الوطني هو هجوم جوي على الأسطول والاشتباك معه في أول قتال جوي بحري في الحرب.
- 26 يوليو:
  - اجتماع الكومنترن في براغ لتنظيم المساعدات الدولية لإسبانيا. فقرر إنشاء لواء من 5000 جندي وجمع 1000 مليون فرنك للتبرع بهم للجمهورية. فهي بذرة الألوية الدولية. وفتح مكتب تجنيد في باريس وترحيب في جميع مقرات الأحزاب الشيوعية في العالم بالمتطوعين للقتال في إسبانيا.
  - غادرت ألمانيا أول دفعة من طائرات يونكر يو 52 لدعم المتمردين.
  - وقع بينيتو موسوليني اتفاقية مع المتمردين لإرسال قوات وأسلحة.
  - تحدث أنطونيو سالازار عن إمكانية إرسال الجيش البرتغالي لمساعدة المتمردين.
  - المدفعية الجمهورية تقصف أوفييدو. وبدأ حصار المدينة الذي استمر حتى 17 أكتوبر 1937.
  - في جبهة أراغون، تمكن الطابور الأناركي من برشلونة من الاستيلاء على كاسبي والذهاب إلى بوخارالوث.
  - قصفت البوارج الجمهورية مليلية وسانية الرمل وتويما.
- 27 يوليو:
  - أخذ الطابور النافاري لخواكين دي زاراتي بلدية أويارثون، القريبة جدًا من سان سباستيان.
  - بعد الاستيلاء على بياساين، قامت قوات التمرد بعمليات قمع في المدينة.
  - وصول طابور أسكاسو إلى بربشتر، لينضم إلى قوات العقيد فيالبا.
  - وصل السرب الأول من الطائرات التي أرسلها موسوليني إلى إسبانيا.
- 28 يوليو:
  - سقوط ثكنات لويولا في سان سباستيان في أيدي الجمهوريين.
  - غادر طابور بقيادة الجنرال مياخا الباسيتي باتجاه الأندلس ليأخذ قرطبة. ومع ذلك فقد تردد وبطئ تقدمه في مونتورو.
- 29 يوليو:
  - وصول 9 طائرات إيطالية S.M. 81 إلى المغرب للتعاون مع جيش المتمردين.
  - غادر بلدية لوغو طابور بقيادة الرائد سيانو، بنية متجها نحو أستورياس لرفع الحصار عن أوفييدو.
  - استولت حكومة الخنراليتات على محطات كاتالونيا الإذاعية.
  - أرسل كيبو ديانو طابورا من إشبيلية لأخذ ولبة.
- 30 يوليو:
  - مجموعة كبيرة من المفكرين الإسبان البارزين موقعين على البيان الخاص بتحالف المثقفين المناهض للفاشية من أجل الدفاع عن الثقافة، وتظاهروا إلى جانب حكومة الجمهورية. ومنهم لويس بونويل وخوان رامون خيمينيث ورامون مننديث بيدال وأنطونيو ماتشادو ورافائيل ألبرتي ولويس سيرنودا. وقد رفضه لاحقًا مؤلفون مثل خوسيه أورتيجا إي جاسيت وغريغوريو مارانيون زاعمين أنهم انضموا إليهم تحت التهديد.
  - عبر طابور سيانو نهر أو ودخل أستورياس.
  - أنشأ هتلر فيلق الكندور، وهو فيلق من المتطوعين للقتال إلى جانب جيش المتمردين الوطني.
  - اقتحم مسلحون سجن أبدة، وقتلوا 47 سجينًا يمينيًا.
- 31 يوليو:
  - أرسلت الحكومة الفرنسية 26 طائرة لمساعدة الجانب الجمهوري.
  - وصول طابور جمهوري بقيادة سيبريانو ميرا إلى قونكة لإنهاء المواجهات بين رجال الميليشيات مع بعض الحرس المدني، وهم جزء من المتمردين.
  - حتى الآن وصل 2073 من قوات الجيش الأفريقي إلى إشبيلية، معظمهم عن طريق الجو.[49]

### أغسطس 1936
- 1 أغسطس:
  - غادر غاليسيا طابور آخر بقيادة لوبيز بيتا إلى منطقة التعدين بونفيرادا لدخول أستورياس من الجنوب.
  - دخل طابور المتمردين بقيادة سيانو نافيا (أستورياس).
  - شكل الكولونيل بورليغي ثلاثة طوابير قومية للتقدم نحو إرون.
  - شكلت حكومة كاتالونيا حكومة جديدة، برئاسة خوان كازانوفاس للمجلس التنفيذي.
  - قصف الطيران الجمهوري ألكازار طليطلة.
  - استسلام آخر القوات المتمردة المتمركزة في بلنسية.
  - احتلت قوات بقيادة الكولونيل كاستيخون بلدات أوتررا وقنطرة شنيل.
  - تم تجميع طوابير الطليعة الثلاثة (أسينسيو وكاستيخون وتيلا) في إشبيلية، بحيث تغادر إشبيلية إلى مدريد بقيادة الكولونيل خوان ياغوي.
  - اقترح ليون بلوم عدم التدخل في إسبانيا.
  - وريث العرش الإسباني في المنفى خوان دي بوربون دخل إسبانيا متخفيًا عبر نافارا للانضمام إلى قوات المتمردين. وعندما علم الجنرال مولا بذلك أمر بطرده على الفور.
- 2 أغسطس:
  - ذهب الفيلسوف خوسيه أورتيجا إي جاسيت إلى المنفى نحو مرسيليا بخيبة أمل من سياسة الجبهة الشعبية. وشاركه بالخروج كلا من بيو باروخا وأثورين ورامون بيريث دى أيالا.
  - غادر طابور أسينسيو إشبيلية وتقدم نحو الشمال واحتل المدن التي تحدد الطريق من إشبيلية إلى ماردة.
  - أخذ طابور دوروتي بلدة بوخارالوث.
  - قصف الأسطول الجمهوري مدن سبتة وطريفة والجزيرة الخضراء.
- 3 أغسطس:
  - صدر مرسوم حكومي بتحويل المليشيات إلى قوات عسكرية. وهكذا أصبح رجال المليشيات جزءًا من وحدات عسكرية مرقمة. فشلت هذه المحاولة بسبب رفض الميليشيات الأناركية.
  - انضم فرانكو إلى مجلس الدفاع الوطني في برغش. وقد تم استبعاده قبلها من عملية صنع القرار الجماعي في المكون المتمرد، ولكن منذ ذلك الحين أصبح عضوًا بصوت وتصويت ومكانة محترمة.
  - حكمت محكمة عسكرية ميدانية للمتمردين على الأدميرال أنطونيو أثارولا الموالي للحكومة بالإعدام في فيرول.
  - أوقف الجمهوريون طابور سيانو في فيابدر. وأصيب الرائد سيانو نفسه، فحل محله القائد تيجيرو.
  - قصف جمهوري عنيف على أويارثون استمر حتى العاشر من الشهر، مما أجبر المتمردين على التراجع.
  - ألقت الطائرة الجمهورية من نوع فوكر VII من برشلونة ثلاث قنابل في محيط كنيسة سيدة بيلار في سرقسطة، ولكنها لم تنفجر. فاعتبرت الدعاية القومية بأن هذا علامة على الدعم الإلهي.
  - قصف الجمهوريون بلد الوليد مجدداً، فتسبب بـ 29 قتيلاً و 126 جريحاً.
  - تسبب القصف الجمهوري لبالما دي مايوركا بأضرار طفيفة.
  - غادر طابور الجنرال كاستيخون إلى مدريد، وهو الثاني من طوابير الطليعة.
  - مفرزة من البحرية الجمهورية تسحب سفينة تجارية إلى ميناء شلوقة وتغرقها في قناة الدخول إلى الميناء لمنع حركة الملاحة البحرية باتجاه إشبيلية. إلا أن التيارات أزاحتها باتجاه أحد ضفتي القناة، فعدت العملية فاشلة.[50]
- 4 أغسطس:
  - تقدم طابور المتمريدن القوميين بقيادة لوبيز بيتا على طول ضفاف نهر سيل، بينما غادر طابور آخر من لوغو لدعم الرائد أوليو.
  - استولى طابور دوروتي على بينا دي إبرو وأوسيرا دي إبرو، حيث وصل إلى أقصى تقدم في مسيرته إلى سرقسطة. بناءً على نصيحة العقيد فيالبا، قرر الزعيم الأناركي عدم الاستمرار في التقدم نحو العاصمة. فثبتت الجبهة.
- 5 أغسطس:
  - عبر حوالي 1600 رجل من الجيش الأفريقي مضيق جبل طارق في قافلة من ست سفن غادرت سبتة متجهة إلى الجزيرة الخضراء. وحاولت المدمرة الجمهورية الكالا غاليانو منعها، لكن الزورق الحربي ادواردو داتو، التي تدعم العملية، ومعها 19 طائرة، بقصفها وجعلها تنسحب إلى ملقة وسمح للقوات الأفريقية بالوصول إلى الجزيرة الخضراء. واسمى القوميين تلك العملية الجوية البحرية بـ «قافلة النصر».
  - قصف جمهوري جديد لبلد الوليد: 25 قتيلا و 110 جرحى.
- 6 أغسطس:
  - أعادت قوات كاستيخون تجميع صفوفها في مونيستيرايو واستولت على صفراء.
  - اضطر الأسطول الجمهوري لمغادرة ميناء طنجة الدولي.
- 7 أغسطس:
  - احتل المتمردون القوميون كانغاس ديل نارثيا خلال في تقدمهم عبر أستورياس.
  - اندلاع معركة سيغوينزا بعد هجوم المتمردين على مدينة سيغوينزا.
  - أول عمل جوي قومي فوق مدريد.
  - إنزال رتل من رجال الميليشيات في جزيرة فورمينتيرا بقيادة المقدم من الحرس المدني مانويل أوريباري.
  - خلال حملة إكستريمادورا، احتل طابور الجنرال كاستيخون على بلدية صفراء، ووصل طابور أسينسيو إلى ألمندراليخو، وبدأ بالقمع الوحشي.
  - نصب فرانكو مقره في إشبيلية في قصر ياندوري.58
  - هاجمت المدمرة الجمهورية تشوروكا المدفعية في طريفة.
  - قامت الطائرات الإيطالية بأول هجوم لها وقصفت وادي آش.
- 8 أغسطس:
  - أخذت الطوابير المتمردة لاركة على الساحل الأستوري.
  - قصف جمهوري عنيف لأوفييدو.
  - وصل إلى برشلونة الصحفي السوفيتي ميخائيل كولتسوف، العميل السري للكومنترن.
  - ترك الطابور الحديدي بلنسية نحو طرويل تحت قيادة خوسيه بيليسر.
  - هبط طابور جمهوري بقيادة الجنرال بايو في إيبيزا، في كالا سان فيسينتي، وفي وقت قصير سيطر على الجزيرة بدعم من ميليشيا عمالية من فورمينتيرا.
- 9 أغسطس:
  - أغلقت فرنسا حدودها مع إسبانيا.
  - غادر طابور للمتمردين من بونفيرادا متجهًا إلى الجبال الأسترية بقيادة القائد أرتياغا.
  - غادر طابور تيلا إشبيلية لمساعدة قوات ياغوي في إكستريمادورا.
- 10 أغسطس:
  - تمكنت العناصر التالية من الجيش الأفريقي من الوصول إلى البر الإسباني: ثلاثة سرايا من الفيلق وخمسة طوابير وفرقة من القوات الأهلية النظامية.[51]
  - أمر بالاستيلاء على الممتلكات الريفية التي تخلى عنها أصحابها.
- 11 أغسطس:
  - قرار حكومي بإغلاق المؤسسات الدينية.
  - استولى القوميون على تولوسا بعد مقاومة شديدة ووصلوا إلى صخرة آية.
  - تم إنشاء المجلس الاقتصادي في برشلونة لتوجيه «الثورة» الصناعية والزراعية.
  - استولى المتمردون على ماردة.
  - غادر قطار مدينة جيان باتجاه مدريد على متنه 320 سجينًا يمينيًا. وعند وصوله مدريد، هاجمه حشد مما أسفر عن مقتل 11 شخصًا.
  - اعدم القوميون المفكر الأندلسي بلاس إنفانتي.
  - أدانت محكمة عسكرية في ملقة 113 ضابطا من المدمرات سانشيز باركايزتيغي وتشوروكا.
- 12 أغسطس:
  - أعدم الجنرال غوديد وفرنانديز بورييل وضباط آخرين تم أسرهم بعد فشل تمردهم في خندق قلعة مونتجويك.
  - غادر قطار جيان الثاني الذي حمل 245 سجينًا سياسيًا باتجاه مدريد. ولكن اعترضته الحشود في فياكاس، حيث أطلقوا النار على السجناء، فقتل 189 سجين.
  - دخل طابور قومي أستورياس من ليون عبر ممر ليتاريغوس الجبلي.
  - تولى الجنرال بابلو مارتن ألونسو قيادة الطوابير الجاليكية.
  - بدأ القوميون بالالتفاف على بطليوس عبر وادي غواديانا.
  - بدأ طابور أندلسي بقيادة الجنرال فاريلا هجومًا لفك حصار مدينة غرناطة. فبدأ قبلها بغزو أنتقيرة وأرشذونة ولوشة.
- 13 أغسطس:
  - قبلت الحكومة البرتغالية خطة عدم التدخل، بالرغم أنها حافظت بصورة غير رسمية على مساعدتها للقوميين.
  - قصفت المدمرة القومية فيلاسكو مدينة سان سيباستيان من البحر.
  - هاجمت البارجة القومية «إسبانيا» مستودعات وقود كامبسا في سانتاندير.
  - بعد الاستيلاء على تالافيرا لا ريال، وصل القوميون إلى باداخوز فبدأوا بحصارها.
  - احتلت المليشيات الجمهورية جزيرة كابريرا قادمة من مينوركا. ولكنهم تخلوا عنها يوم 4 سبتمبر.
  - سافر مولا إلى إشبيلية للقاء فرانكو وتنسيق الهجوم القادم على مدريد.
  - كسرت قوات فاريلا حصار غرناطة، وارتبطت مع الوحدات المتمردة في المدينة وربطت بين أندلسيا الغربية [الإسبانية] وسييرا نيفادا.
  - تم فصل رامون فرانكو من عمله ملحق جوي بالسفارة الإسبانية في واشنطن، على الرغم من نشاطه الجمهوري المتشدد المعروف، وذلك خوفًا من إقامة علاقات بين المتمردين وشركات الطيران الأمريكية.
- 14 أغسطس:
  - أصدرت حكومة الجمهورية قرارا بتدخل الدولة في شركات الطاقة الكهربائية.
  - قصف الطيران القومي خيخون انتقامًا لإعدام 116 سجينًا سياسيًا مما أسفر عن مقتل 50 شخصا.
  - استولى القوميون بقيادة العقيد ياغي على باداخوز، فهرب قائدها العقيد بويجدينجولاس إلى البرتغال. وقد جرت في الأيام التالية مذبحة كبيرة قتل فيها مابين 2000 و 4000 شخص (مذبحة بطليوس).
- 15 أغسطس:
  - قصف الطيران القومي دون بينيتو بدعم من الطيران الألماني.
  - تبنى الجنود القوميون رسميًا العلم الملكي الأحمر والأصفر لتكون راية لهم. ولإضفاء الطابع الرسمي عليه تم تنظيم احتفال ترأس فيه فرانكو وكيبو ديانو رفع العلم ثنائي اللون على شرفة قاعة مدينة إشبيلية.
  - تم تحديد الراتب اليومي لعناصر الميليشيا بـ 10 بيزيتا في اليوم. ويتخطى هذا الراتب عما يتقاضاه القوميين بكثير، حيث يتقاضون رواتبهم 3 بيزيتا في اليوم.
- 16 أغسطس:
  - بدء معركة مايوركا: نزل الجيش الجمهوري الإسباني بقيادة النقيب ألبيرتو بايو ساحل مايوركا تحت قصف شديد من الطائرات الإيطالية. فأسس بايو قاعدة صغيرة على الساحل.
- 17 أغسطس:
  - تم إعدام الضباط الذين تمردوا في ثكنات مونتانا بمدريد، ومنهم الجنرال فانخول والعقيد فرنانديز كوينتانا.
  - طائرة يونكر ألمانية تحلق فوق ألكازار طليطلة وتوفر الطعام لمن هم محاصرون هناك منذ ما يقرب من شهر.
  - اشتباكات عنيفة بين الطرفين المتحاربين في محيط غوادالوبي.
- 18 أغسطس:
  - اعدم القوميون الفنان فيديريكو غارسيا لوركا في فيثنار.
- 19 أغسطس:
  - بالقرب من نافالبيرال دي بيناريس على جبهة مدريد حدثت مواجهة قوية حيث هزم طابور مانجادا رتل القائد دوفال الذي انسحب دون الاستيلاء على المدينة.
  - في تقدمه عبر جبال غوادالوبي، أخذ القائد الجمهوري مانويل أوريباري بلدة أليا (قصرش).
- 20 أغسطس:
  - هجوم جمهوري المضاد في أستورياس لاستعادة ممر ليتاريغوس، ولكنه انتهى بالفشل.
  - أعدم في باداخوز كلا من عمدة المدينة الجمهوري سينفوريانو مادروينيرو ونائبها الاشتراكي نيكولاس دي بابلو، اللذان فرا من المدينة قبيل دخول القوات المتمردة، ولجأا إلى البرتغال. حيث اعتقلتهما السلطات البرتغالية المتعاونة مع المتمردين وسلمتهما إليهما، وأعدما دون محاكمة مسبقة.
  - بدأ هجوم قرطبة، حيث حاول الجمهوريون الاستيلاء على المدينة.
- 21 أغسطس:
  - عبر رتل القائد أرتيغا ممر ليتاريغوس ومحاذيا نهر نارثيا واحتل قرية بلادو.
  - سقطت ثكنات سيمانكاس في خيخون تحت سيطرة القوات الجمهورية.
  - دخلت جبهة أراغون طوابير جديدة من مليشيات CNT (بقيادة خوسيه ريفيرا وجوردي أرغو) وطابور ماسيا-كومبنيز الكتالونية، بالإضافة إلى كتيبتين بقيادة فرانشيسكو أسكاسو.
- 22 أغسطس:
  - استولي المتمردون على كانغاس ديل نارثيا، وأعادوا تجميع أرتال أرتياغا ولوبيز بيتا تحت قيادة غوميز إغليسياس.
  - بسبب عجز الحكومة جرت مذبحة في سجن مدريد النموذجي. ومن بين القتلى سياسيون «معتدلون» مثل ميلكياديس ألفاريز ومانويل ريكو أفيلو. والجنرالات اوردياليسوفياجاس وكاباص؛ الطبيب الفاشي البيانا؛ والفنانين فرناندو بريمو دي ريفيرا ورويز دي ألدا.
  - انسحب رتل فانتاسما من سييرا دي غوادالوبي واستولى القوميون على نافالمورال دي لا ماتا وغوادالوبي.
  - طردت حكومة الجمهورية ميغيل دي أونامونو من منصب عميد جامعة سلامنكا ومن جميع المناصب العامة التي شغلها لدعمه الانقلابيين.
  - غادر خوان رامون خيمينيث وزينوبيا كامبروبي إلى المنفى.
  - انتهت الحملة على قرطبة بعدما أمر الجنرال مياخا بوقف الهجوم والعودة إلى قواعد البداية في المقاومة لمواجهة التمرد القوي في العاصمة. اتهم مياخا بالخيانة وأعفى من منصبه.
- 23 أغسطس:
  - أول المراسيم للمتمردين التي ألغوا فيها قانون الإصلاح الزراعي للجمهورية.
  - إنشاء محاكم الشعب للنظر في جرائم الفتنة والتمرد.
  - قصف المتمردون مطار خيتافي.
  - هجوم الجمهوري المضاد في أوفييدو وسوميدو.
- 24 أغسطس:
  - اغتال الأناركيون من FAI جوزيب ماريا بلانيس مدير المجلة الأسبوعية الساخرة Be Negre ورئيس تحرير صحيفة La Publicitat اليومية.
  - هجوم الجمهوريين على طرويل.
  - قصفت طائرات المتمردين مطار كواترو فيينتوس.
- 25 أغسطس:
  - وصول القنصل السوفيتي فلاديمير أنتونوف-أوفسينكو إلى برشلونة.
  - قوات مارتين ألونسو تستولي على تينيو.
- 26 أغسطس:
  - أوقف الجمهوريون تقدم المتمردين في الممرات الشرقية لجبال أستوريان.
  - بدأ المتمردين معركة إرون.
  - نقل فرانكو مقره إلى قصرش.
- 27 أغسطس:
  - وصل السفير السوفيتي مارسيل روزنبرغ إلى مدريد.
  - قصفت طائرات اليونكرز الألمانية مدريد. وتكرر الهجوم في اليوم التالي.
- 28 أغسطس:
  - استولى المتمردون على لاإسبينا، مما سهل التواصل مع أوفييدو.
  - تولت الخنيراليتات السيطرة على بنك إسبانيا في كتالونيا.
  - غادر الطابور الأناركي الرابع برشلونة متجهًا إلى جبهة أراغون.
- 29 أغسطس:
  - بدأ وزير الداخلية سباستيان بوزاس بإعادة تنظيم الحرس المدني الذي أعيدت تسميته بالحرس الوطني الجمهوري.
  - أعاد الجنرال كابانياس رئيس المجلس العسكري في برغش، تثبيت العلم ثنائي اللون الأحمر والأصفر، ليكون علم إسبانيا في المنطقة التي يسيطر عليها القوميون.
- 30 أغسطس:
  - أوقف الجمهوريون تقدم الأرتال الجاليكية في ضواحي سالاس.
  - خلال تقدمه نحو مدريد استولى قوات ياغوي على أوروبيسا.
  - غادر طابور الجنرال فاريلا إشبيلية.
- يوليو - أغسطس: «ثورة عفوية» لتجمعات CNT.

الوضع بعد شهرين من التمرد العسكري. تمكن "المتمردون" من توحيد المنطقتين الخاضعتين لسيطرتهم.

### سبتمبر 1936
- 2 سبتمبر:
  - استولت قوات نافاريس على قمة جبل سان مارسيال وهي في طريقها إلى إرون.
  - أغلقت لجنة عدم التدخل الطريق الدولي الذي يربط إرون مع أونداي الفرنسية.
  - عزل وشقة عن باقي المنطقة الوطنية إلا بواسطة ممر ترابي ضيق.
- 3 سبتمبر - 4 سبتمبر:
  - استولى المتمردون على مدينة طلبيرة. واستولوا أيضا على سالاس في الشمال.
  - قصف الطيران الجمهوري أوفييدو لمدة 10 ساعات.
  - قدمت حكومة جيرال استقالتها. وحل محلها حكومة الاشتراكي فرانسيسكو لارجو كاباليرو، الذي شكل ماسمي بـ «حكومة النصر».
  - بأمر من حكومة لارجو كابييرو غادر الجمهوري ألبرتو بايو ميورقة متراجعًا أمام هجوم المتمردون المتواصل.
- 5 سبتمبر:
  - أخذ القوميون كودييرو في أستورياس.
  - استولى القوميون على إيرون، بعد خروج المدافعين واشعالهم النار في المدينة باستخدام سياسة الأرض المحروقة. حيث سيطر القوميون على جزء كبير من إسبانيا. فانفصل إقليم الباسك عن حكم الجمهورية، وتم حظر ساحل الباسك بواسطة السفن الحربية التابعة لدول عدم التدخل، وفي النهاية تم قطع خطوط الإمداد الخاصة بها عبر الحدود الفرنسية. ثم أحاطوا بسان سباستيان من الجنوب والغرب.
  - مواجهة بين قوات مياخا وفاريلا في محيط قرطبة. هناك التقط روبرت كابا صورته الشهيرة موت أحد رجال الميليشيات عندما سقط الفوضوي فيديريكو بوريل غارسيا. وانتشرت اللقطة حول العالم لتصبح رمزًا للحرب الأهلية.
- 6 سبتمبر:
  - احتل القوميون مدينة فوينتيرابيا.
  - مقتل الكاتب والسياسي التقليدي فيكتور براديرا في سان سيباستيان.
  - استعاد القوميون سيرو موريانو.
  - أطلق طيران فرانكو منشورات فوق مدريد طالبهم بالاستسلام.
- 7 سبتمبر: احتل المتمردون برافيا.
- 8 سبتمبر:
  - تمرد البحارة على متن سفينتين بحريتين [الإنجليزية] في البرتغال، بهدف الانضمام إلى الجمهوريين في إسبانيا. سحقت القوات الموالية للديكتاتور البرتغالي أنطونيو سالازار التمرد، وكثفت القمع ضد الشيوعية.
  - لجأت مجموعة من رجال المليشيات الذين يدافعون عن سيغوينزا من المواطنين إلى الكاتدرائية المحاصرة حتى يوم 15 عندما استسلموا.وقد استولى المتمردون على سيغوينزا.
  - هجوم فاشل للجمهوريين لاستعادة طلبيرة.
- 9 سبتمبر:
  - مؤتمر لندن حول عدم التدخل في إسبانيا.
  - تمكن طابور قومي بقيادة اللفتنانت جنرال خوسيه موناستيريو من الاستيلاء على سان بدرو، مما ربط الجيوش المتمردة في الشمال والجنوب.
  - دخل الرائد فيسنتي روخو مبعوث الجمهوريين إلى قصر طليطلة للتحدث مع العقيد موسكاردو، تحت علم الهدنة في محاولة لاستسلامه، وفي حالة فشل ذلك يتم إطلاق سراح الرهائن. ولكن رفض العقيد موسكاردو كلا الاقتراحين.
- 10 سبتمبر: هدد لويس كومبنيس رئيس حكومة كاتالونيا بالاستقالة إذا لم يتوقف العنف العشوائي في المدن.
- 12 سبتمبر: بدء حصار كنيسة سيدة كابيزا
- 13 سبتمبر:
  - سلم الباسك سان سيباستيان للمتمردين بدلاً من المخاطرة بتدميرها. وإطلاق النار على المليشيات الفوضوية التي أرادت إشعال النيران في المدينة. ** بدأ بعدها المتمردون بالتقدم نحو بلباو مدينة الباسك الرئيسية.
  - وافقت الحكومة على إرسال جزء من احتياطي الذهب الوطني إلى الاتحاد السوفيتي. وأرسل الذهب ضمانًا لشراء العتاد العسكري في المستقبل من الاتحاد السوفيتي.
  - أعلن مجلس الدفاع عن برغش أن جميع الأحزاب والنقابات التي شكلت الجبهة الشعبية غير قانونية.
- 14 سبتمبر:
  - الاجتماع الثاني للجنة عدم التدخل. حيث أرسل وزير الدولة خوليو ألفاريز ديل فايو مذكرات احتجاجية إلى سفارات الدول الأعضاء تندد بتعاون ألمانيا وإيطاليا مع المتمردين.
  - سمحت حكومة البرتغال بتجنيد متطوعي فرياتوس، للقتال إلى جانب المتمردين.
- 15 سبتمبر:
  - سلم الجهاز التنفيذي الجمهوري رسالة إلى سفراء دول لجنة عدم التدخل معربًا عن عدم موافقتها على قرار امتناع حكوماتهم.
  - وصول الباخرة «ماجالان» محملة بالبنادق والذخيرة إلى كارتاخينا قادمة من فيراكروز (المكسيك). ونقلت الغواصة B6 جزءًا من تلك الشحنة إلى موانئ الجمهورية في بحر كانتابريا.
- 16 سبتمبر:
  - أعلن في موسكو عن «العملية X» ومهمتها إرسال «البضائع الخاصة» إلى الجمهورية الإسبانية.
  - أوقفت الميليشيات الأسترية تقدم المتمردين نحو تروبيا.
  - دخل المتمردون بقيادة الجنرال فاريلا بلدة رندة.
- 17 سبتمبر:
  - أخذ المتمردون ممر نافافريا في جبال سييرا دي جواداراما.
  - البدء بنقل الذهب من بنك إسبانيا إلى قرطاجنة في طريقه إلى موسكو.
  - أعرب رئيس وزراء الجمهورية السابق أليخاندرو ليروكس المنفي في البرتغال، عن التزامه تجاه المتمردين.
- 18 سبتمبر:
  - وافق الكومنترن على تجنيد متطوعين أوروبيين لدعم الجمهورية. ويجب على كل حزب شيوعي وضع قائمة بالمتطوعين.
  - كثف الجمهوريون من حصار ألكازار طليطلة، مما أدى إلى انهيار كامل الواجهة الغربية للقصر تقريبًا.
- 19 سبتمبر:
  - قرر حزب CNT الانضمام إلى تشكيلة الحكومة والتعاون مع الاشتراكيين والشيوعيين.
  - أصدر مجلس برغش قرارات بشأن مراقبة القمح والدقيق.
  - إغراق الغواصة الجمهورية B6 من قبل المدمرة Velasco بالقرب من كاب بنياس في بحر كانتابريا.
  - انتفاضة الحرس الاستعماري في جزيرة فرناندو بو (غينيا الإسبانية). بينما ظل الجزء القاري من المستعمرة مواليًا للحكومة.
- 20 سبتمبر: عودة كابريرا وإيبيزا وفورمينتيرا إلى جبهة التمرد.
- 21 سبتمبر:
  - أُعلن المتمردون أن التعليم الديني إلزامي في منطقتهم.
  - انضم ميجيل إيرنانديث إلى الحزب الشيوعي وجند في الفوج الخامس.
  - أخذ طابور ياغوي مكادة، ثم انقسم إلى قسمين: أحدهما استمر باتجاه مدريد والآخر انحرف نحو طليطلة، حيث قرر فرانكو التقدم نحوها لتحرير المحاصرين في ألكازار.
- 22 سبتمبر:
  - أمر وزير البحرية والجوية إنداليسيو برييتو معظم الأسطول الجمهوري بالانتقال نحو بحر كانتابريا لكسر الحصار البحري للقوميين على المنطقة.
  - هجوم المتمردين على سوموسيرا التي تسيطر على سد نهر لوزويا الذي يزود مدريد بالمياه. إلا أن الهجوم توقف.
  - ازاح فرانكو الجنرال ياغوي الذي طالب بمواصلة التقدم نحو مدريد بدلاً من التحويل إلى طليطلة. وعين الجنرال خوسيه إنريكي فاريلا بدلا عنه.
  - الانتفاضة في كوجو بغينيا الإسبانية وتوجه المتمردين نحو باتا، ولكن تمكنت القوات الحكومية من ردعه.
- 24 سبتمبر:
  - وصلت الشحنة العسكرية إلى مينائي خيخون وسانتاندير وبها حمولة كبيرة من الأسلحة والذخيرة. فتمكنوا من الهجوم على القوات المتمردة التي تتقدم على طول الساحل.
  - أرجأ فرانكو التقدم نحو مدريد ضد توصية مستشاريه الألمان، وذلك لمساعدة المحاصرين في قصر طليطلة. اكتسب الحصار أهمية رمزية كبيرة لكلا الجانبين.
  - ألغى المجلس العسكري القومي جميع الإصلاحات الزراعية التي حدثت بعد انتخابات فبراير 1936.
- 25 سبتمبر:
  - أدان مندوب إسبانيا في عصبة الأمم الدبلوماسي خوليو ألفاريز ديل فايو دعم ألمانيا وإيطاليا للمتمردين.
  - أعلنت حكومة الجمهورية أنها ستبدأ في إرسال اللاجئين إلى مقاطعة ليفانتي للحصول على سكن أفضل.
  - قصف المتمردين على بلباو استعدادًا للهجوم على الباسك. وتكرر الهجوم في اليوم التالي.
  - تحول فندق ريتز في مدريد إلى مستشفى.
- 26 سبتمبر:
  - أكد المجلس العسكري في برغش أن فرانكو هو القائد الوحيد للجيوش الثلاثة.
  - عبر الجمهوريون نهر نالون في أستورياس بهدف عزل غرادو. ولكن القوميون صدوا الهجوم.
  - شكلت الخنيراليتات الكتالونية هيئة تنفيذية جديدة برئاسة جوسيب تاراديلاس وبمشاركة CNT. لأول مرة شكل الأناركيون جزء من الحكومة.
- 28 سبتمبر:
  - سقوط طليطلة بيد القوميين. حيث حاول نحو مائة من رجال الميليشيات وقف تقدمهم إلى المدينة، ولكنهم قتلوا جميعًا على يد الفيلق والنظاميين. وحوالي 40 فوضويًا نفدت ذخيرتهم فأشعلوا النار في المبنى الذي كانوا يدافعون عنه، ولكنهم أحرقوا أحياء بدلاً من أخذهم كسجناء. وقتل المتمردون الأطباء والممرضات في مستشفى طليطلة. وكذلك قتل رجال المليشيا الجرحى العزل في أسرتهم. ويتضح أن الرهائن الذين اختطفهم العقيد موسكاردو قتلوا في بداية الحصار، وهو ما يفسر سبب رفض موسكاردو تسليمهم في 9 سبتمبر.
- 28 سبتمبر:
  - الاجتماع الثالث للجنة عدم التدخل والذي شاركت فيه البرتغال لأول مرة.
  - أرسلت فرنسا قوات إلى أندورا للحيلولة دون دفعها إلى الصراع.
  - أعاد لارجو كابييرو تنظيم الجيش الجمهوري وادماج جميع الذين يقاتلون دفاعًا عن الجمهورية داخل المؤسسة العسكرية.
  - عين مجلس الدفاع الوطني فرانكو رئيسًا للحكومة وجنراليسمو الجيوش.[52]
- 29 سبتمبر:
  - تعيين بيلارمينو توماس حاكمًا عامًا لأستورياس وليون.
  - منح الحكم الذاتي لإقليم الباسك، وتعيين القومي الباسكي خوسيه أنطونيو أغيري رئيسًا لحكومتها.
  - وصل فرانكو إلى طليطلة، وعانق موسكاردو شخصيًا.
  - معركة رأس سبارطيل (1936)، حيث كسر المتمردون الحصار على المضيق من قبل الجمهورية وأغرقوا المدمرة الجمهورية ألميرانتي فيرانديز.
  - وفاة المطالب بالعرش الإسباني الكارلي ألفونسو كارلوس دي بوربون في فيينا.
  - وافق الكومنترن على إنشاء الألوية الدولية.
- 30 سبتمبر:
  - نشر أسقف سالامانكا رعوية برر فيها الانتفاضة العسكرية بأنها حملة صليبية، وبالتالي منحها دعمًا أيديولوجيًا.
  - نسخة في مطبعة منطقة المتمردين بتعيين مجلس الدفاع الوطني للجنرال فرانكو وإعطائه لقب «رئيس الدولة» بدلاً من «رئيس حكومة الدولة».[53][54]

### أكتوبر 1936
- 1 أكتوبر: لتعزيز دور حكومة الخنيراليتات تم إلغاء اللجنة المركزية للميليشيات المناهضة للفاشية في كاتالونيا.
- 3 أكتوبر: من أجل إضفاء الشرعية على التمرد داخل إسبانيا وخارجها، أنشأ فرانكو حكومة مدنية في المنطقة القومية. ولكن ليس له أي رأي عملي في أي مسألة، لأنه في بداية انتفاضتهم أعلن الجنرالات المتمردون حالة التمرد في كامل التراب الإسباني.
- 4 أكتوبر: وصول تعزيزات أرسلها مولا لدعم القوات الوطنية إلى غرادو.
- 6 أكتوبر:
  - أعلن الاتحاد السوفيتي أنه لن يكون ملزماً بعدم التدخل أكثر مما تفعله البرتغال وإيطاليا وألمانيا. ويمكن للجمهورية الإسبانية بعد ثلاثة أشهر من التمرد من شراء الأسلحة والذخيرة. على عكس المنطقة المتمردة، التي يأتيها علنًا عبر الحدود البرتغالية، لا تزال الجمهورية تعاني من إغلاق الحدود الفرنسية وحصار لجنة عدم التدخل البحري.
  - مرسوم صادر عن وزارة الداخلية حاول وقف القمع غير المنضبط من خلال إنشاء قسم التحقيق في ميليشيات الحرس الخلفي لمراقبتها.
  - وزارة الحرب تغير التحية العسكرية التي بدأت منذ ذلك الحين بقبضة مرفوعة.
  - التقى أجوستين أزنار بالقنصل الألماني فون نوبلوخ لوضع اللمسات الأخيرة لمحاولة الإنقاذ الأخيرة لخوسيه أنطونيو بريمو دي ريفيرا.
- 7 أكتوبر:
  - تأسيس أول الألوية الدولية في البسيط. قاد تلك الألوية الشيوعي الإيطالي بالميرو تولياتي والفرنسي أندريه مارتي.
  - موسكو تنأى بنفسها عن اتفاقيات لجنة عدم التدخل.
  - أصدرت حكومة لارجو كاباليرو مراسيم بشأن مصادرة وتأميم الأراضي.
  - أنشأت الحكومة مجلس الدفاع عن مدريد.
  - أمر المدير التنفيذي إنريكي ليستر بتشكيل أول لواء مختلط، يترأسه ألوية وضباط الجيش.
  - تم انتخاب خوسيه أنطونيو أغيري لينداكاري [الإنجليزية] (رئيس حكومة الباسك) في غرنيكا.
  - رست السفينة الحربية السوفيتية «كمسمول» في قرطاجنة لتبدأ في شحن المساعدات الروسية.
- 8 أكتوبر: أخذت طوابير الجيش المتمرد في تقدمها نحو مدريد نافالبيرال في الشمال، وسان مارتن دي فالديجليسياس في الجنوب.
- 9 أكتوبر: تأسيس جيش شعبي في الجمهورية الإسبانية. وتمثلت الخطة في تنظيم الجزء الموالي من الجيش السابق، إلى جانب المليشيات تحت قيادة حديثة وفعالة مع القيادة المركزية.
- 10 أكتوبر:
  - وصول مجموعة من المتطوعين الأجانب إلى فيغيراس دعماً للجمهورية.
  - تخفيف ساعات حركة المرور الليلية في مدريد، بين الساعة 11:00 مساءً و 6:00 صباحًا. يجب إغلاق الأماكن العامة في الساعة 10 مساءً، وتوقف وسائل النقل عن العمل بين 11:30 مساءً و 5:30 صباحًا.
- 11 أكتوبر: إصدار أمر في مدريد يجبر المستأجرين أو المستأجرين بالباطن الذين يستضيفون الغرباء الإعلان عنهم.
- 12 أكتوبر: احتفل الجانبان بيوم كولومبوس. وفي احتفال أقيم في جامعة سلامنكا، كانت هناك مواجهة صعبة بين ميلان أستراي وأونامونو، حيث أطلق اقتباسه الشهير: «ستفوز ، لكنك لن تقنع». وقد أُقيل أونامونو لاحقًا من منصب عميد الجامعة وحُوصر في منزله، حتى توفي مكتئبا في ديسمبر.
- 14 أكتوبر:
  - نزول القوات القومية من جزر الكناري إلى باتا، ثم سيطرت على الجزء القاري من غينيا الإسبانية. وهروب السلطات الموالية للجمهورية إلى الكاميرون والغابون.
  - بداية وصول أول المتطوعين إلى مقر الألوية الدولية في البسيط.
- 15 أكتوبر: دخل طابور كاستيخون إلى نافاس ديل ري وتشابنيريا.
- 18 أكتوبر: شكلت هيئة الأركان العامة للجمهورية الألوية المختلطة الأولى. وهي أول خطوة مهمة لتحويل صفوف الميليشيات إلى جيش رسمي، يسمى الجيش الشعبي للجمهورية.
- 19 أكتوبر: انتقل رئيس الجمهورية مانويل أثانيا إلى برشلونة وجعل مقر إقامته ومكتبه في قصر برشلونة [الإسبانية].
- 21 اكتوبر: هجوم جمهوري على وشقة، ولكن تمكن القوميون من رده بفضل دعم الطيران.
- 25 أكتوبر: غادرت أربعة سفن شحن سوفيتية من ميناء قرطاجنة ومعها أول دفعة من احتياطي الذهب الأسباني، حيث تحوي 7800 صندوق من ذهب بنك إسبانيا متوجهة إلى الاتحاد السوفيتي. وقد أرسلت إسبانيا أكثر من نصف احتياطيها من الذهب إلى السوفييت؛ بسعر 35 دولارًا لكل أونصة، كانت الشحنة تساوي 578,000,000 دولار أمريكي.
- 26 أكتوبر: وصل 600 «مناهض للفاشية» إلى ميناء فالنسيا من مرسيليا، من أصول مختلفة (إيطاليا وفرنسا وألمانيا ويوغوسلافيا واليونان وتشيكوسلوفاكيا وهولندا والنمسا والمملكة المتحدة وبلجيكا والمجر وبولندا ورومانيا).
- 27 أكتوبر:
  - استولى المتمردون على توريخون دي فيلاسكو وسيسينا وتوريخون دي لا كالسادا وجرينون وهي مدن تحيط بمدريد.
  - وصول أول دبابات روسية إلى مدريد. انطلقت دبابات تي-26 شديدة التدريع والتي تزن أكثر من 10 أطنان من محطة القطار المركزية مباشرة إلى المعركة. المدافعون عن مدريد الذين كان عليهم حتى الآن استخدام زجاجات المولوتوف (الزجاجات المملوءة بالبنزين والقماش المحترق) ضد الدبابات الألمانية والإيطالية على الجانب القومي اكتسبوا القدرة على إبطاء تقدم القومي.
  - 16 قتيلا و 60 جريحًا في غارة جوية للمتمردين على مدريد. ست قنابل انفجرت في بلازا دي كولون (ساحة كولومبوس) وسط المدينة. وسقطت إحدى القنابل على طابور من النساء اللواتي ينتظرن الحليب لأطفالهن. هذا هو التفجير الأول في التاريخ الحديث دون أي غرض عسكري، سوى بث الذعر بين السكان المدنيين. قام الطيارون الألمان بالغارة الجوية بطائرات يونكرز يو 52. ولم يكن لمدريد أي دفاعات جوية لمنع طائرات العدو من التحليق فوق المدينة.
- 29 أكتوبر:
  - نشرت حكومة الجمهورية مرسوم التعبئة العامة للدفاع عن مدريد.
  - مقتل الكاتب راميرو دي مايثتو والفلالنخي راميرو ليديسما راموس في مدريد.
  - هجوم جمهوري مضاد في سيسينا لوقف تقدم قوات فاريلا. شاركت فيه 15 دبابة روسية من طراز تي-26 لأول مرة. ولكن صد المتمردون الهجوم.[55]
- 30 أكتوبر:
  - أصدرت وزارة الحرب قرارًا بتجنيد جميع الذكور الذين تتراوح أعمارهم بين 20 و 45 عامًا.
  - قصف جديد لخيتافي حيث قصفت مدرسة. ومقتل حوالي 60 طفلاً.
  - على الجبهة الجنوبية لمدريد سقطت فيامانتيلا وفيلانويفا دي بيراليس وبرونيتي في أيدي المتمردين القوميين.

### نوفمبر 1936
- 1 نوفمبر:
  - وصول طلائع جيش المتمردين القومي إلى ضواحي مدريد، وقوامه 25,000 جندي. وألقت الطائرات الإيطالية منشورات طالبت المواطنين بالتعاون على الاستيلاء على المدينة «وإلا فإن الطيران القومي سيمسح مدريد من الأرض».
  - أنشئ مجلس مدينة مدريد بطاقات عائلية لتقنين الطعام.
- 2 نوفمبر:
  - قام مانويل أثانيا بتغيير مكان إقامته إلى دير مونتسيرات.
  - استولى القوميون على فيلافيسيوسا دي أودون وموستوليس وفوينلابرادا وبينتو، جميعها من ضواحي مدريد.
  - وصول أولى طائرات شاتو الروسية إلى مدريد، حيث فاجأت القاذفات القومية. لم يكن لدى الطيران الجمهوري سوى عدد قليل من الآلات المتقادمة، ولكن اليوم يمكن لشعب مدريد رؤية الطائرات الروسية تدافع عن المدينة. وقف المواطنون في الشوارع يراقبون السماء متجاهلين الإنذارات ودعوات المأوى. أسقطت عدة طائرات مهاجمة، كما تم إسقاط بعض الطائرات الروسية من قبل فيات الإيطالية التي كانت تحرس القاذفات.
- 4 نوفمبر:
  - شكل لارجو كابييرو حكومته الثانية بمشاركة الأناركيين فيديريكا مونتسيني في الصحة، وخوان غارسيا أوليفر في العدل، وخوان بييرو في الصناعة، وخوان لوبيز سانشيز في التجارة.
  - استولي القوميون على ضواحي مدريد: ألكوركون وليغانيس وخيتافي ومعها مطارها العسكري. واصبحوا على بعد 4 كم من مدريد. خطط الجنرال مولا لمسار الهجوم: عبر كاسا دي كامبو والمدينة الجامعية غير المأهولة عمليًا لتجنب الخسائر الفادحة في قتال الشوارع الضاري الذي كان يتوقعه إذا اضطر للدخول عبر الضواحي الجنوبية، وهي مناطق الطبقة العاملة القوية تقليديًا في المنطقة. فخسائر القوميون تزداد لكنها لا تزال مقبولة: 115 رجلاً اليوم.
- 5 نوفمبر: وصلت آخر سفينة محملة بالذهب من احتياطيات بنك إسبانيا إلى ميناء أوديسا.
- 6 نوفمبر:
  - غادرت الوحدات الأولى من فيلق الكندور هامبورغ لمساعدة المتمردين. واستمر وصولهم إشبيلية شهرًا كاملًا على متن ست سفن، حتى وصل عددهم 100 طائرة و 3800 رجل.
  - بعد قتال عنيف تسبب في سقوط 426 ضحية لقواته، احتل ياغوي ضاحية كارابانتشيل والتلة ذات الأهمية الاستراتيجية سيرو لوس أنجلوس. مع ذلك وقف القوميون على أبواب مدريد، التي نظم مجلس دفاع مدريد دفاعاتها بقيادة الجنرال خوسيه مياخا.
  - انتقلت حكومة الجمهورية إلى فالنسيا.
  - بدأت استعدادات الجيش الجمهوري للدفاع عن مدريد في أقبية وزارة المالية، وتحويلها إلى مركز عمليات. وأوكل مياخا بتنظيم وتخطيط الدفاع إلى رئيس الأركان العامة فيسنتي روخو، واستدعاء قادة الميليشيات الرئيسية: سيبريانو ميرا (الفوضوي) وإنريكي ليستر وبالنتين جونثاليث (شيوعيون).
- 7 نوفمبر:
  - بدء الهجوم على مدريد. دخلت قوات الجنرال فاريلا وقوات الجنرال ياغوي كاسا دي كامبو والمدينة الجامعية في حرب شوارع شرس من منزل إلى منزل. عاني كلا الجانبين بشدة، وخسر ياغوي في ذلك اليوم 313 رجلا معظمهم من الفيلق والنظاميين الموريون. فكان قلق للغاية من تزايد الخسائر في صفوف قدامى المحاربين، حيث أوقف رجال الميليشيات تقدمهم.
  - اعترفت غواتيمالا والسلفادور بالمجلس العسكري الحاكم في برغش.
  - الاحتفال بالذكرى التاسعة عشرة للثورة الروسية في قصر الموسيقى الكتالونية في برشلونة بحضور لويس كومبنيس.
  - انسحب طابور كاستيخون قبل تقدم القوات الجمهورية لخوسيه ماريا غالان ليسبقه إلى هميرا. استبدل كاستيخون الجريح بماكسيمينو بارتوميو مع أوامر بدخول المدينة الجامعية.
  - وصول المزيد من وحدات الألوية الدولية بقيادة كليبر إلى مدريد من البسيط لتعزيز الدفاع. قرر مياخا اعطاء ممر مانزاناريس إلى اللواء الحادي عشر.
  - عثر الجمهوريون في جيب ضابط متمرد ميت على نسخة من خطة فاريلا للهجوم على مدريد: مناورة تحويل مزدوجة إلى الجنوب في منطقة كارابانشل، وأخرى إلى الشمال الغربي، عبر المدينة الجامعية وساحة إسبانيا. بفضل تلك الخطة أمكن تنظيم الدفاع عن مدريد.
  - بدأ نقل السجناء من السجون الجمهورية حيث اعدموا جماعيا في باراكويوس دي خاراما وتوريخون دي أردوز والتي تكررت حتى ديسمبر. (مذبحة باراكويوس) فقتل حوالي 1000 سجين سياسي ومعظمهم من القوميين من قبل حراس الميليشيات الجمهوريين. كان من المقرر إجلاءهم إلى فالنسيا من مدريد لمنع تحريرهم من القوات القومية. إلا أن الحراس قرروا الانضمام إلى الدفاع عن مدريد، فقتلوا جميع السجناء وعادوا إلى مدريد.
- 8 نوفمبر:
  - بدء معركة مدريد بهجوم شامل لقوات التمرد القوميين، فبدأت الذخيرة بالنفاد من المدافعين. وبدأت عدة نقاط في الجبهة بالانهيار؛ فاندفع المتمردون في المدينة الجامعية عبر الخطوط الجمهورية. وفي تلك اللحظة وصلت طلائع الألوية الدولية إلى مدريد، فاعتقد الأهالي أن القوميين دخلوا المدينة، بعدما رأوا 3,000 جندي يرتدون الزي الرسمي ويسيرون بانضباط، ثم اندفعوا نحو الجبهة. توفي 2,000 منهم أو أصيب في غضون 48 ساعة. ووصلت في وزارة الحرب في مدريد برقيات تهنئة للجنرال فرانكو بانتصاره، لكن الضباط الجمهوريين فقط هم من يقرأونها. وعندما اخترق مرتزقة فرانكو المغاربة خطوط الجمهوريين في اتجاه السجن النموذجي، قاد الجنرال مياخا بنفسه إلى المنطقة المهددة، حاملا مسدسه في يده ويصرخ على الجنود المنسحبين: «أيها الجبناء! موتوا في خنادقكم. موتوا مع جنرالكم.» مشجعًا رجاله، فبدأت الفجوة تغلق. وقام الأهالي في جميع أنحاء المدينة من النساء والرجال بتعزيز الخنادق وأخذ البنادق من القتلى والجرحى من الجنود. خسر جيش أفريقيا الإسباني القومي 282 من قدامى المحاربين في يومين.
  - طلب الوزير الفوضوي خوان غارسيا أوليفر من لارجو كابييرو جعل دوروتي في منصب القائد العسكري لمدريد.
  - هروب عمدة مدريد بيدرو ريكو، وتعيين كايتانو ريدوندو مكانه.
  - وصل أناركيو سيبريانو ميرا في كتيبتين إلى مدريد لمساعدة المدافعين عن المدينة.
  - قصف الطراد «جزر الكناري» ميناء ألمرية وأصاب عدة أهداف مدنية.
- 9 نوفمبر:
  - قصف الطراد «جزر الكناري» ميناء برشلونة ليلاً.
  - خاض رجال كليبر معركة بين جسر الفرنسيين والمدينة الجامعية. فتراجعت القوات الوطنية واستقرت الجبهة على تل جارابيتاس.
  - قصف المتمردون ضفاف مانزاناريس، لتجنب أي هجوم بالتوبوليف وقتال تشكيلات «شاتو». وقد بدأ الأهالي بالنزوح تجاه غرب المدينة.
  - استقرت حكومة الجمهورية في قصر بينيكارلو في فالنسيا، وعقدت أول جلسة لمجلس وزراءها وتشكيل مجلس حرب أعلى.
- 10 نوفمبر:
  - دعت المديرية العامة للأمن في مدريد إلى تعاون الأهالي للقبض على الجواسيس والمتعاونين مع المتمردين لمحاربة الطابور الخامس.
  - أمر مجلس دفاع مدريد بتسليم جميع الأسلحة التي بحوزة الأفراد.
  - أرسل متحف برادو الدفعة الأولى من أعماله الفنية إلى فالنسيا لتجنب تدميرها بالقصف. الشخص المسؤول عن العملية هو رافائيل ألبرتي.
- 11 نوفمبر:
  - اجتمع في برشلونة مندوبو الطوابير الأناركية النازحة إلى أراغون، حيث تم الاتفاق على إرسال 12,000 مقاتل بقيادة بوينافينتورا دوروتيإلى جبهة مدريد، ولكن لم يصل مدريد سوى 4,000 فقط.
  - هاجم الطيران الجمهوري قاعدة أفيلا الجوية التي تخرج منها الطائرات المغيرة على مدريد.
- 12 نوفمبر:
  - صدور مرسوم من مجلس برغش بإلغاء صلاحية الأوراق النقدية للجمهورية.
  - دخول البطاقات التموينية التي وضعها مجلس مدينة مدريد حيز التنفيذ.
- 13 نوفمبر:
  - أصدر الجنرال مياخا أمرًا يمنع إطلاق النار على الطيارين عند نزولهم بالمظلات أو إعدامهم على الأرض بعد عدة أخطاء. الأمر هو أخذهم سجناء.
  - طلبت الحكومة جميع مركبات الجر الميكانيكية في مدريد.
  - استولت قوات الجنرال فاريلا المتمردة على تل جارابيتاس في كاسا دي كامبو، على بعد أقل من كيلومترين من ساحة إسبانيا.
  - قتال جوي كبير فوق مدريد في قمة باسيو ديل بينتور روساليس، بين 14 فيات سي آر 42 و 13 شاتو. على الرغم من سرعتها الكبيرة فلم تتمكن الطائرات الروسية من إبعاد الإيطاليين من السماء.
  - محاكمة في أليكانتي ضد خوسيه أنطونيو بريمو دي ريفيرا وشقيقه ميغيل وأخت زوجته مارغريتا لاريوس. وهم متهمون بالتعاون مع التمرد وحكم عليهم بالإعدام. ثم تم تخفيف الحكم على الزوجين بالحبس ثلاثين عامًا.
- 14 نوفمبر:
  - القيادة الجمهورية تعين الجنرال يانو دي إنكوميندا قائد جيش الشمال.
  - هجوم جمهوري مضاد في فيلافيردي.
- 15 نوفمبر: اندلاع معركة المدينة الجامعية بعد أن عبر المغاربة مانزاناريس ودخلوا المدينة الجامعية. ودعم الطيران المتمرد بالقصف.
- 16 نوفمبر:
  - اجتمع قادة الغواصات الألمانية والإيطالية في روما لدراسة إستراتيجية مساعدة المتمردين القوميين.
  - أعلنت حكومة الخنيراليتات أن سن 18 عامًا هو سن الرشد.
  - طائرات الذبابة الروسية تستعيد هيمنتها الجوية على المدينة الجامعية. أناركي دوروتي يقود قوات الدفاع الرئيسية، ولكنهم لا يستطيعون إيقاف اندفاع طابور أسينسيو الذي تمكن من دخول بعض الكليات.
  - سقوط العديد من القنابل الحارقة على متحف برادو والمتحف الأثري والمتحف الأنثروبولوجي وأكاديمية سان فرناندو للفنون الجميلة والمكتبة الوطنية. وقد تم إخماد الحرائق بسرعة.
  - ألقت الكاتبة ماريا تيريزا ليون كلمة في الإذاعة أشادت فيها بدور المرأة في الحرب.
- 17 نوفمبر:
  - طرد حزب العمال الماركسي من حكومة كتالونيا.
  - قطع المتمردون الاتصالات بين الخطوط الأمامية وهيئة الأركان العامة للجمهورية.
  - قصفت أي-16 السوفياتية المدينة الجامعية. وألقى الطيران القومي حوالي 2000 قنبلة على مدار اليوم. اشعلت حدة المعركة احتجاجات من سفارتي فرنسا والمملكة المتحدة.
- 18 نوفمبر: اعترف الزعيم النازي أدولف هتلر والزعيم الإيطالي الفاشي بينيتو موسوليني بحكومة فرانكو باعتبارها الممثل الشرعي الوحيد لإسبانيا. وتوقع الجميع سقوط مدريد في غضون ساعات. فقد ألقى فرانكو بكل ما لديه في المعركة، وقاتلت معه الطائرات الألمانية فوق مدريد، وتوقع البلدين أن تلك الخطوة الدبلوماسية عززت موقف فرانكو وأضعفت الجمهورية ومعنوياتها. وقد ظل طابور دوروتي يقاتل في المدينة الجامعية دون راحة منذ يومين، ولم ينج سوى 400 من 3,000 مقاتل. وتكبد المهاجمون القوميون 1290 ضحية. لقد فرضوا إسفينًا داخل المدينة الجامعية لكنهم فشلوا في السيطرة عليها أو التقدم نحو العاصمة، فاستقرت جبهة مدريد بعدها.
- 19 نوفمبر:
  - اشتباكات عنيفة في بيلتشيتي على جبهة أراغون.
  - في حوالي الساعة 2 مساءً أصيب الزعيم الأناركي بوينافينتورا دوروتي بجروح خطيرة خلال هجومه على المستشفى الجامعي الذي يحتله القوميون. فقد تلقى رصاصة في الجانب الأيمن من صدره ومرت عبر صدره ورئتيه. يُشتبه في أنه ربما أطلق عليه أحد رجاله الرصاص من الخلف، إما عن طريق الصدفة أو في محاولة متعمدة لوقف الهجوم الانتحاري. ماحدث بالفعل لا يزال مثيرًا للجدل. وصل عدد قتلى القوميين اليوم إلى 262 قتيلاً ولم يتم كسب أي أرض.
- 20 نوفمبر: توفي دوروتي في الساعة 6 صباحًا. وعاني القوميون من 294 قتيل بسبب الهجمات الانتقامية. وكذلك أعدم انتقاما في أليكانتي خوسيه أنطونيو بريمو دي ريفيرا نجل الديكتاتور ميغيل بريمو دي ريفيرا ومؤسس الفلانخي. أثار خرق القانون والعصيان غضب لارجو كابييرو، إلا أن الجمهورية كانت تعتمد على الإمدادات السوفيتية والحزب الشيوعي الإسباني الذي يعمل كدولة داخل دولة.
- 21 نوفمبر: إنشاء جيش كاتالونيا بمرسوم.
- 22 نوفمبر:
  - قررت المملكة المتحدة من خلال وزير خارجيتها أنتوني إيدن أن الجانب القومي لم يُمنح وضع المحارب.
  - وصلت جثة دوروتي إلى برشلونة حيث تلقى شخصيته تكريمًا كبيرًا.
  - شن طابور بارون هجومًا آخر على العاصمة، ولكن الجمهوريون صدوا الهجوم.
  - أصدر مجلس الدفاع بيانًا أعاد فيه تأكيد الاعتراف بالحكومة الشرعية للجمهورية.
  - تم تعطيل الطراد الجمهوري ميغيل دي سيرفانتس في قرطاجنة بسبب هجوم غواصة إيطالية، وتركها خارج الخدمة.[51]
- 23 نوفمبر:
  - قبل الرابطة الدولية للكتاب دعوة تحالف الكتاب المناهضين للفاشية لعقد المؤتمر الدولي للكتاب في مدريد سنة 1937.
  - دفن دوروتي في برشلونة.
  - أمرت حكومة الجمهورية بإجلاء مجموعة من المفكرين من مدريد، من بينهم أنطونيو ماتشادو ورامون مننديث بيدال.
  - قرر فرانكو في ليغانيس بعد اجتماعه مع القيادة الوطنية العليا بوقف الهجوم على مدريد بسبب الخسائر الفادحة. الأوامر هي الحفاظ على خطوط المواجهة ومحاصرة المدينة.
- 24 نوفمبر:
  - التقى أسقف فيتوريا ماتيو موجيكا وهو من المتعاطفين مع الحزب القومي الباسكي وهرب من إسبانيا، بالبابا بيوس الحادي عشر في الفاتيكان لمناقشة إعدام القوات المتمردة كهنة باسك. بعد المقابلة لفت البابا انتباه فرانكو.
  - طلب من السفارتان الألمانية والإيطالية في مدريد إغلاق مقارهما في غضون 24 ساعة. وأغلقت حكومة برشلونة قنصلياتهما بسبب اعتراف الدولتين بحكومة برغش.
- 26 نوفمبر:
  - وصل سفير إيطاليا الجديد فيليبو أنفوسو إلى سالامانكا.
  - وصلت عدة شاحنات محملة بأعمال فنية وأموال من المكتبة الوطنية إلى فالنسيا، حيث نقلت من مدريد خوفًا من قصف المتمردين.
- 28 نوفمبر: وصل سفير ألمانيا الجديد إلى سالامانكا.
- 29 نوفمبر: شن القوميون هجومًا على طريق لاكورونيا السريع لعزل الميليشيات الجمهورية عن سييرا دي جواداراما ومحاصرة مدريد.

30 نوفمبر: بدأ الجيش الجمهوري هجوم فياريال بهدف احتلال فيتوريا.